# 25. Juli
Der 25. Juli ist der 206. Tag des gregorianischen Kalenders (der 207. in Schaltjahren), somit bleiben 159 Tage bis zum Jahresende.

## Ereignisse

### Politik und Weltgeschehen

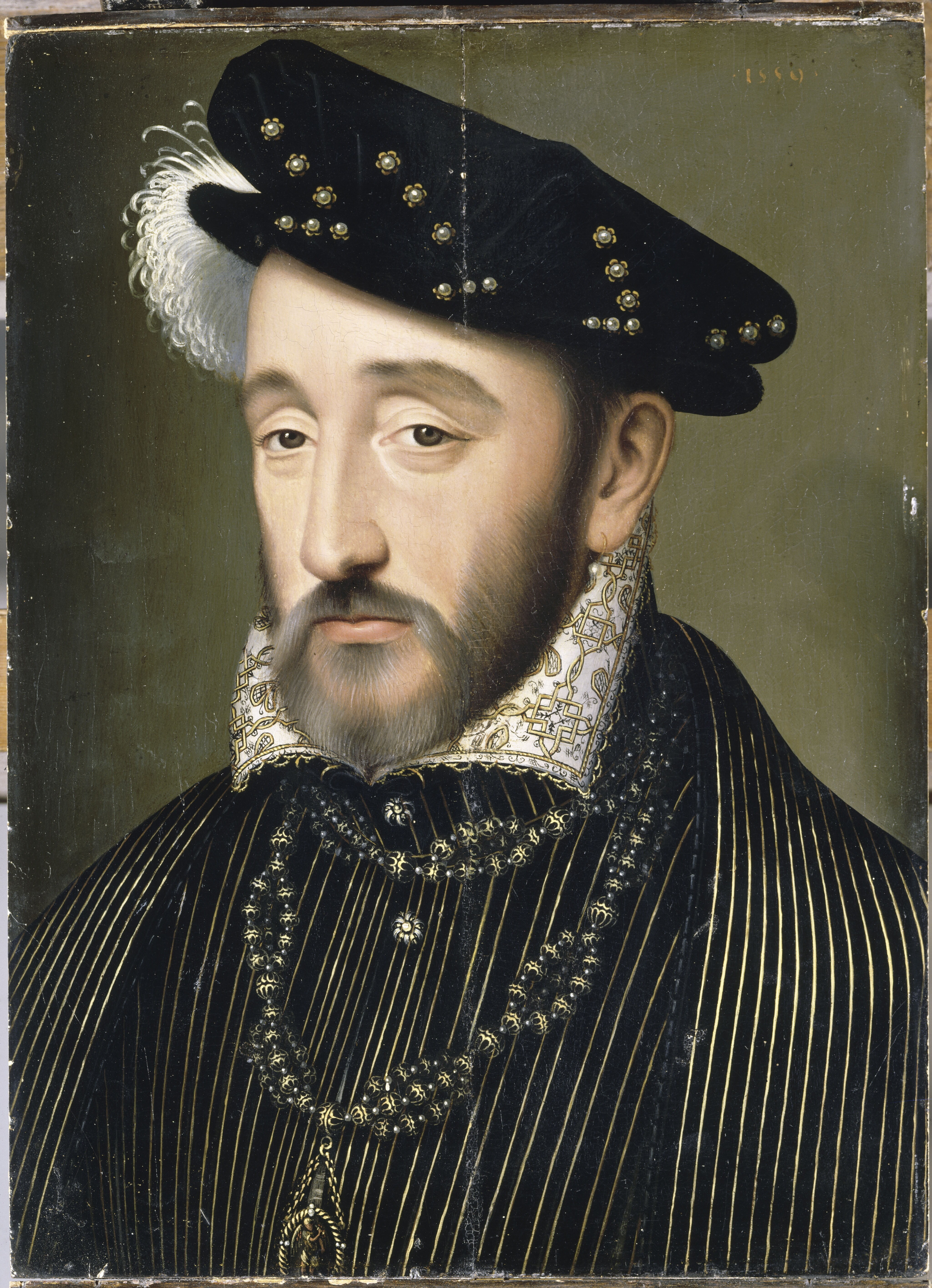
1547: Heinrich II.

- 0306: Konstantin der Große wird im Römischen Reich von seinen Truppen zum Augustus ausgerufen.
- 1110: Matilda, die achtjährige Tochter des englischen Königs Heinrich I. und Verlobte Heinrichs V., wird in Mainz zur römisch-deutschen Königin gekrönt.
- 1139: Alfons I. ernennt sich nach einem Sieg über die Almoraviden in der Schlacht von Ourique zum ersten König von Portugal und trennt sich damit von Kastilien.
- 1261: Mit der Rückeroberung Konstantinopels, das im Vierten Kreuzzug 1204 von europäischen Kreuzfahrern eingenommen worden ist, wird das Lateinische Kaiserreich beseitigt und dessen letzter Kaiser Balduin II. vertrieben. Das Byzantinische Reich wird hingegen unter Michael VIII. wiederhergestellt.

- 1547: Heinrich II. wird in der Kathedrale von Reims zum König von Frankreich gekrönt.
- 1554: Die Königin von England Maria I. heiratet in der Kathedrale von Winchester den spanischen Kronprinzen Philipp, den neu ernannten König von Neapel. Laut dem Ehevertrag erhält Philipp zwar den Titel des Königs von England, seine reale Macht ist jedoch eher auf die Funktionen eines Prinzgemahls begrenzt.
- 1564: Maximilian II. wird nach dem Tod seines Vaters Ferdinand I. Kaiser im Heiligen Römischen Reich.

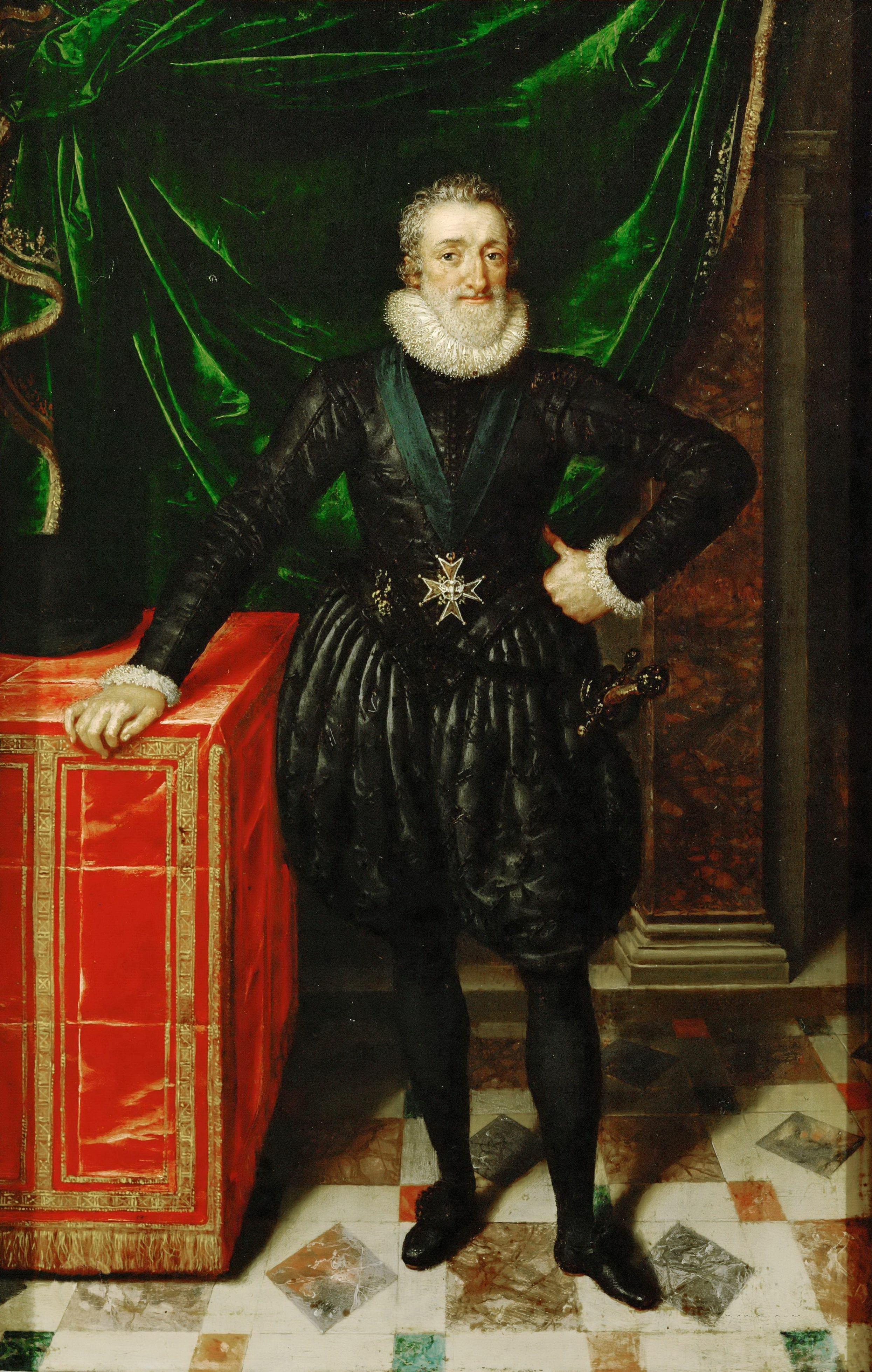
1593: Heinrich IV.

- 1593: Der französische König Heinrich IV. konvertiert während des Achten Hugenottenkrieges vor Paris zum Katholizismus, was langfristig zu einer Beendigung der Hugenottenkriege beiträgt.
- 1625: Albrecht Wallenstein, Herzog von Friedland, wird vom Kaiser zum Feldmarschall und Generalissimus ernannt und mit der Aufstellung einer Armee beauftragt.
- 1670: Kaiser Leopold I. weist die Juden aus der Wiener Leopoldstadt aus; sie müssen Österreich verlassen.
- 1712: Die Zweite Schlacht von Villmergen wird von den Einheiten der reformierten Orte Bern und Zürich gewonnen. Die Schlacht gilt als entscheidend dafür, dass in der Schweizer Eidgenossenschaft die konfessionelle Parität möglich wird.
- 1722: Kolonialgouverneur Samuel Shute erklärt den Stämmen der Wabanaki-Konföderation nach einer Reihe von gegenseitigen Überfällen formell den Krieg, der drei Jahre dauern und nach seinem Nachfolger als Dummers Krieg bekannt werden wird.
- 1759: Im Franzosen- und Indianerkrieg kapituliert das strategisch wichtige französische Fort Niagara vor den britischen Belagerern, nachdem am Tag zuvor das Entsatzheer in der Schlacht bei La Belle Famille von den Briten besiegt worden ist.
- 1766: Pontiac, Häuptling der Ottawa, kapituliert bei Oswego vor William Johnson und beendet damit den 1763 ausgebrochenen Pontiac-Aufstand.
- 1783: Die französische Besatzung muss den indischen Stützpunkt Cuddalore an die britischen Belagerer übergeben nachdem man Nachricht vom bevorstehenden Friedensschluss aus Europa erhalten hat. Die letzte Kampfhandlung des Amerikanischen Unabhängigkeitskrieges geht damit zu Ende.
- 1792: Das Manifest des Herzogs von Braunschweig wird veröffentlicht, das die Pariser Bevölkerung mit der Zerstörung ihrer Stadt bedroht, falls sie der französischen königlichen Familie ein Leid zufügt.
- 1797: Der britische Admiral Horatio Nelson verliert in der Schlacht bei Santa Cruz de Tenerife gegen die Spanier seinen rechten Arm und muss zudem die einzige Niederlage seiner militärischen Laufbahn hinnehmen.
- 1799: An der Spitze des französischen Heeres gewinnt Napoleon Bonaparte die Landschlacht von Abukir in Ägypten gegen eine osmanische Streitmacht.

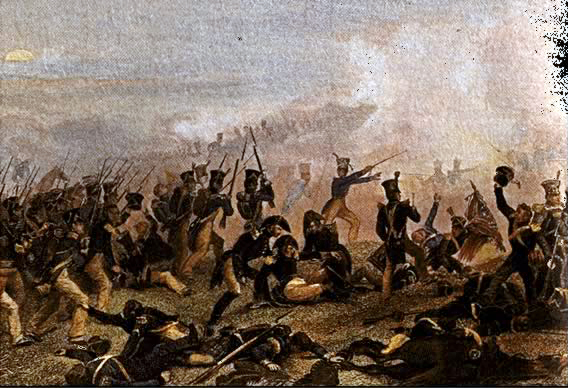
1814: Schlacht bei Lundy’s Lane

- 1814: Die für beide Seiten sehr verlustreiche Schlacht bei Lundy’s Lane zwischen Briten und Amerikanern bleibt ohne klaren Sieger, zwingt die Amerikaner im Britisch-Amerikanischen Krieg jedoch endgültig zum Rückzug aus Kanada.
- 1848: Feldmarschall Graf Radetzky besiegt mit seinem Heer die piemont-sardinische Armee in der Schlacht bei Custozza. Weite Teile Norditaliens bleiben in der Hand der Österreicher, das Risorgimento wird verzögert.
- 1850: In der Schlacht bei Idstedt besiegt Dänemark die Schleswig-Holsteinische Armee vernichtend und bringt das Herzogtum Schleswig wieder komplett unter dänische Kontrolle.
- 1868: Der US-Kongress erlässt ein Gesetz zur Schaffung des Wyoming-Territoriums.
- 1872: Die gerichtliche Räumung der Wohnung eines Handwerkers löst die Berliner Blumenstraßenkrawalle aus.
- 1894: Ein Gefecht zwischen chinesischen und japanischen Kriegsschiffen führt eine Woche später zum Ausbruch des Ersten Japanisch-Chinesischen Krieges.
- 1909: Einberufungsbefehle an zahlreiche Reservisten in Katalonien zur Verstärkung der spanischen Kolonialtruppen in Marokko gegen die Rifkabylen führen in Barcelona zu einem Arbeiteraufstand, der als die Tragische Woche bekannt wird.
- 1914: Julikrise: Österreich-Ungarn erklärt die Erfüllung des Ultimatums vom 23. Juli durch Serbien als „unbefriedigend“, bricht die diplomatischen Beziehungen zu Belgrad ab und ordnet die Teilmobilmachung an.
- 1920: Pál Teleki wird ungarischer Ministerpräsident.
- 1934: Der österreichische Bundeskanzler Engelbert Dollfuß wird bei einem nationalsozialistischen Putschversuch ermordet.
- 1937: Nach fast dreiwöchigen Kämpfen endet die Gegenoffensive republikanischer Verbände während der Schlacht von Brunete in einer schweren Niederlage.

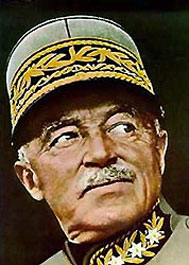
1940: Henri Guisan

- 1940: Der Oberbefehlshaber der Schweizer Armee, General Henri Guisan, bestellt alle höheren Offiziere zum Rütlirapport ein. Sie erhalten vorsorglich Befehle zur Landesverteidigung für den Fall einer befürchteten deutsch-italienischen Invasion.
- 1943: Benito Mussolini wird nach seiner Entlassung durch den italienischen König von den Carabinieri verhaftet.

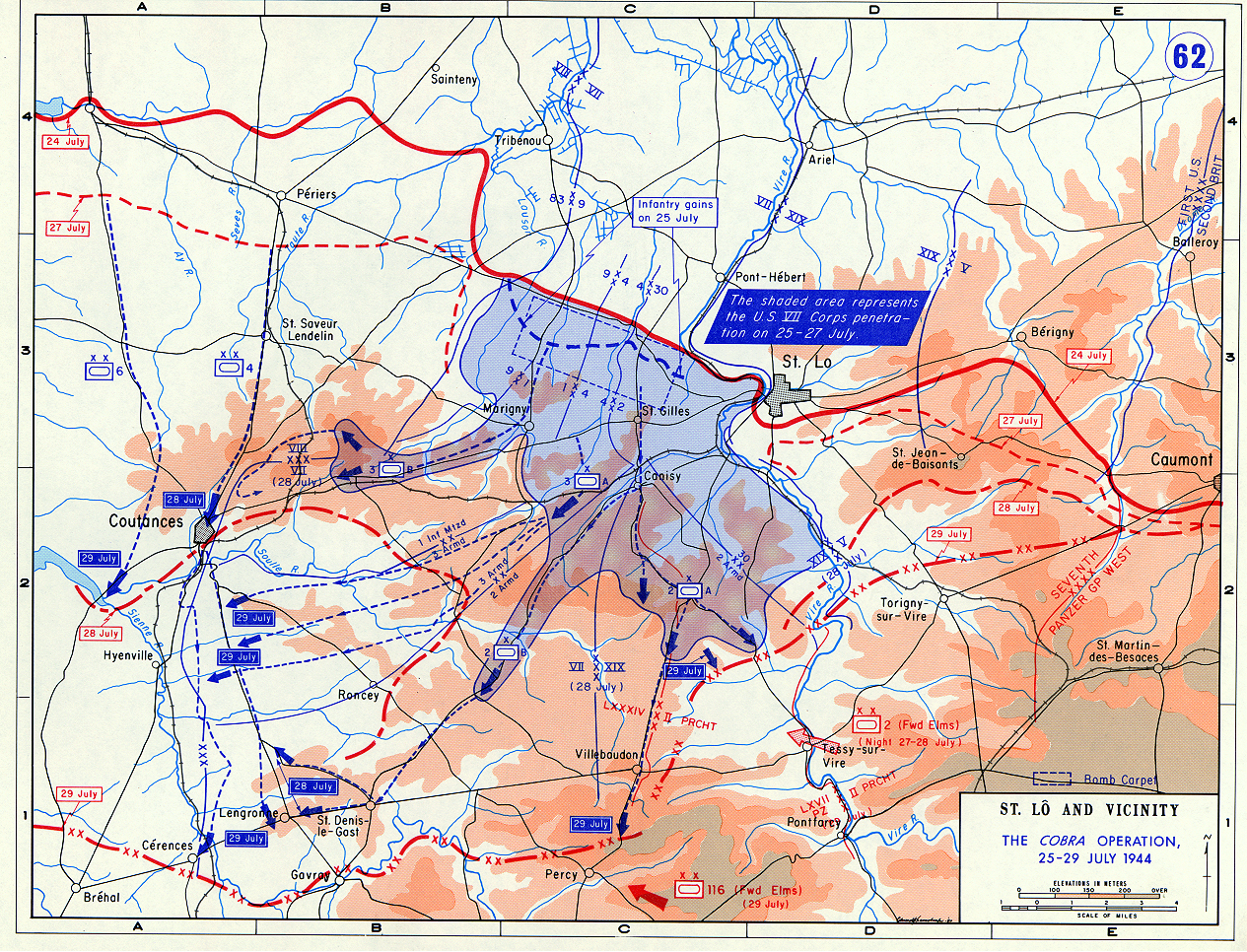
1944: Operation Cobra

- 1944: Im Rahmen der Operation Overlord beginnt die Operation Cobra, der Ausbruch der US-amerikanischen Alliierten aus ihrem Brückenkopf in der Normandie.
- 1950: In der DDR werden die Ämter im neu geschaffenen SED-Zentralkomitee besetzt. Parteivorsitzende bleiben zwar Wilhelm Pieck und Otto Grotewohl, doch der starke Mann als Generalsekretär des ZK ist nunmehr Walter Ulbricht.
- 1951: Das Gesetz über strafbare Handlungen gegen Atatürk stellt in der Türkei das Andenken an den Staatsgründer Mustafa Kemal Atatürk unter strafrechtlichen Schutz.
- 1952: Die Verwaltungsreform wird durchgeführt. Zu den Ergebnissen siehe Kreisreformen in der DDR.

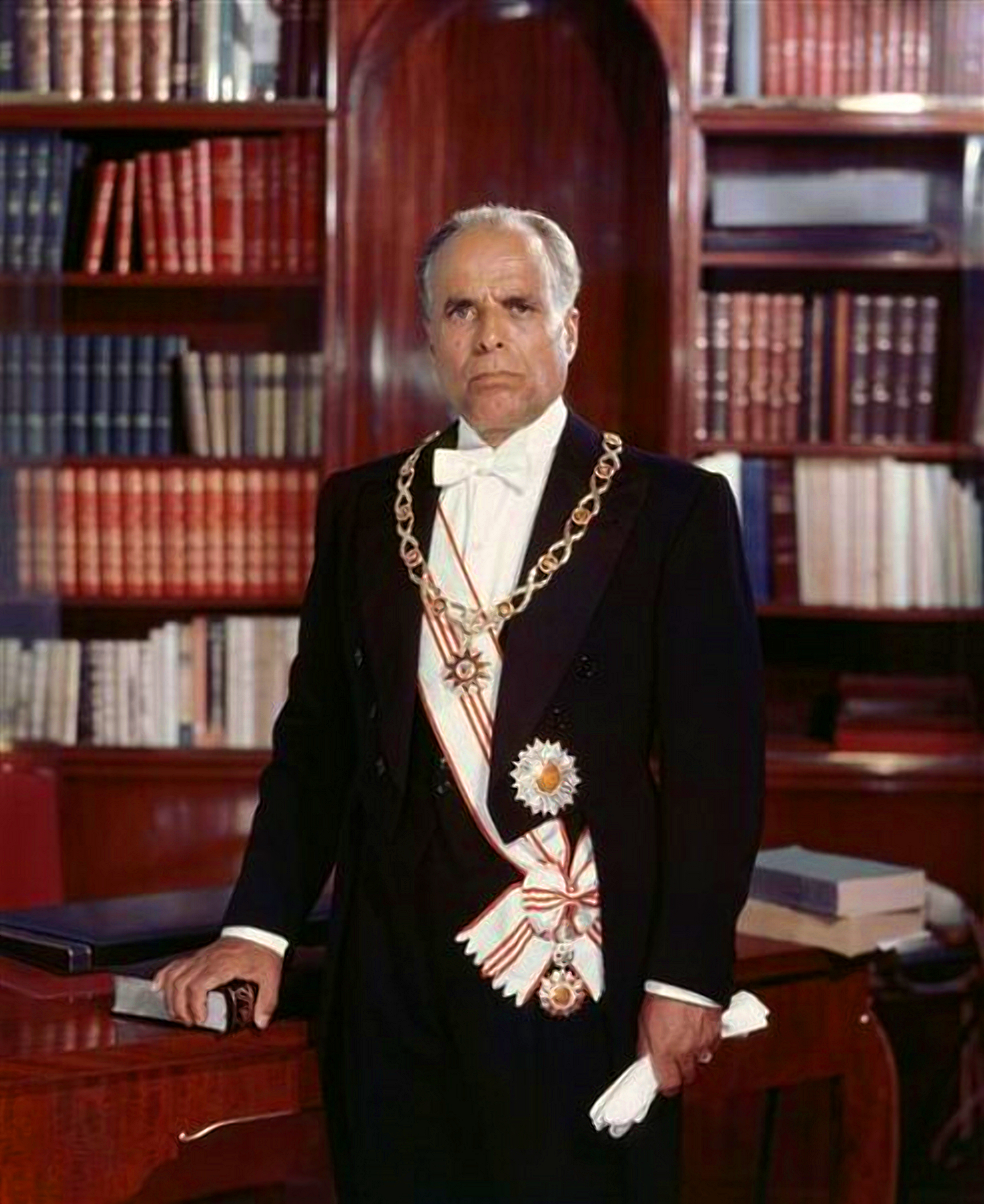
1957: Habib Bourguiba

- 1957: Habib Bourguiba veranlasst die Absetzung des tunesischen Königs und ruft die Republik Tunesien aus, die er in der Folge als Präsident autoritär regiert.
- 1977: Nach Vermittlung durch andere arabische Staaten werden die letzten Kampfhandlungen im Libysch-Ägyptischen Grenzkrieg eingestellt. Dennoch bleibt eine tiefe Kluft zwischen den konservativen und den sozialrevolutionären Staaten der arabischen Welt über den Umgang mit Israel bestehen.
- 1978: Die niedersächsische Landesbehörde für Verfassungsschutz lässt ein Loch in die Justizvollzugsanstalt Celle sprengen, um einen Ausbruchsversuch des mutmaßlichen RAF-Häftlings Sigurd Debus vorzutäuschen.
- 1984: Der bundesdeutsche Staatsminister Philipp Jenninger gibt die Gewährung eines Kredits von 950 Millionen DM an die DDR bekannt.
- 1993: Die israelische Armee beginnt als Reaktion auf Raketenangriffe auf ein israelisches Dorf gemeinsam mit der südlibanesischen Armee mit der Operation Verantwortlichkeit gegen die Hisbollah im Libanon.

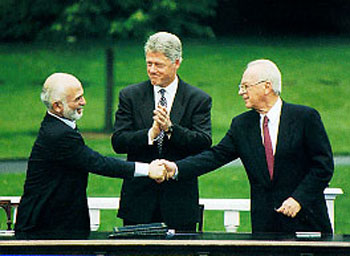
1994: Hussein, Clinton und Rabin (v.l.)

- 1994: Israel und Jordanien beenden mit der Washingtoner Erklärung formell den Kriegszustand zwischen den beiden Ländern. Der Friedensvertrag wird am 26. Oktober desselben Jahres unterzeichnet.
- 1997: In Indien tritt mit Kocheril Raman Narayanan erstmals ein Kastenloser das Amt des Staatspräsidenten an.
- 2002: Abdul Kalam wird Staatspräsident in Indien.
- 2007: Pratibha Patil wird erste Staatspräsidentin in Indien.

### Wirtschaft

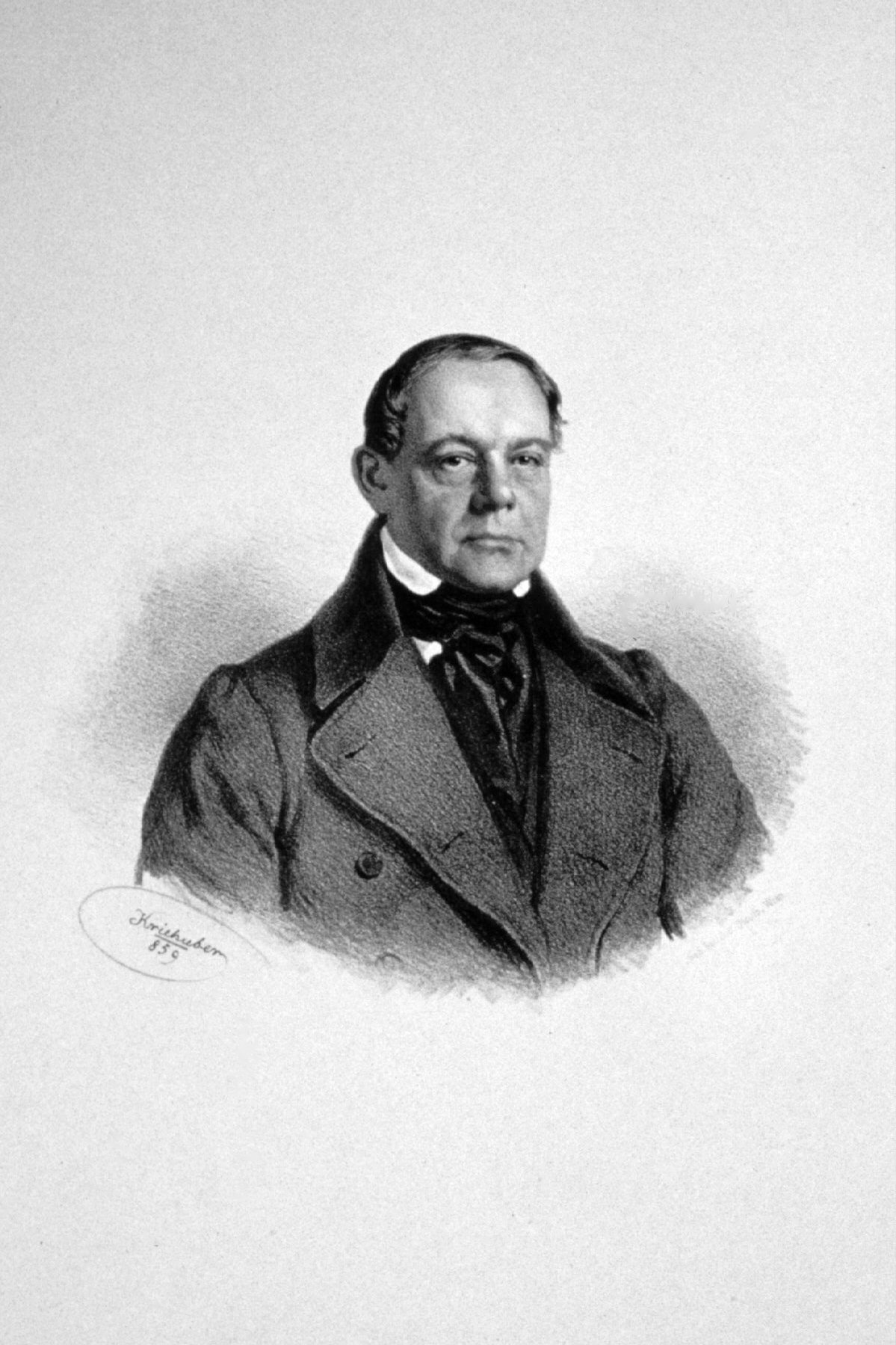
1828: Ignaz Bösendorfer

- 1828: Der Wiener Magistrat gestattet Ignaz Bösendorfer, das Klaviermachergewerbe auszuüben. Die Klaviere der Marke Bösendorfer erlangen in der Folge Weltruf.
- 1917: Das japanische Fototechnik-Unternehmen Nikon Corporation wird gegründet.
- 1921: Belgien und Luxemburg schließen den Vertrag zur Gründung der Belgisch-Luxemburgischen Wirtschaftsunion, einer Wirtschafts- und Währungsunion, die 1922 in Kraft tritt.
- 1961: Mit dem Kanaltunnel Rendsburg wird eine Unterquerung des Nord-Ostsee-Kanals eingeweiht und anschließend für den Verkehr freigegeben.
- 2001: In Deutschland gibt es mit Ausnahme der Preisbindungen für Druckschriften und Tabakwaren nunmehr keine staatlichen Einschränkungen für das Gewähren von Rabatt oder Naturalrabatt. Das seit 1933 geltende Rabattgesetz und die Zugabeverordnung sind aufgehoben.

### Wissenschaft und Technik
- 1741: Der russische Kapitän Alexei Iljitsch Tschirikow sichtet bei der Zweiten Kamtschatkaexpedition Land an der Südostküste Alaskas.
- 1835: Der Schotte James Bowman Lindsay führt in Dundee erstmals öffentlich elektrisches Licht mittels einer Glühlampe vor.
- 1837: Die Briten William Fothergill Cooke und Charles Wheatstone demonstrieren den von ihnen erfundenen elektrischen Telegrafen mit Hilfe einer an der Bahnverbindung Euston–Camden Town entlang verlaufenden Telegrafenleitung.

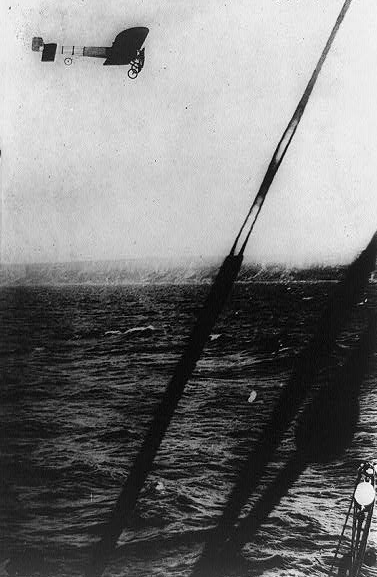
1909: Flug Louis Blériots

- 1909: Der Franzose Louis Blériot überquert den Ärmelkanal mit seinem Eindecker Blériot XI als erster Mensch in einem Flugzeug.
- 1956: Die französische Reederei Compagnie Générale Transatlantique gibt das bis dato längste Passagierschiff der Welt, die France, in Auftrag.

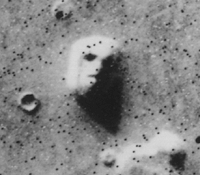
1976: Marsgesicht

- 1976: Die NASA-Raumsonde Viking 1 fotografiert aus 1873 km Höhe das sogenannte Marsgesicht.
- 1978: Im Oldham and District General Hospital bei Manchester kommt Louise Brown, das erste Retortenbaby, zur Welt.
- 1984: Während der Mission Sojus T-12 unternimmt Swetlana Jewgenjewna Sawizkaja als erste Frau einen Außenbordeinsatz.
- 2002: Mit Eröffnung der Schnellfahrstrecke Köln–Rhein/Main verkehren erstmals in Deutschland fahrplanmäßige Reisezüge mit einer Geschwindigkeit von 300 km/h.
- 2014: Premierminister Recep Tayyip Erdoğan eröffnet mit der vollständig fertiggestellten Hochgeschwindigkeitsstrecke Ankara–Istanbul die erste Schnellfahrstrecke der Türkei.

### Kultur

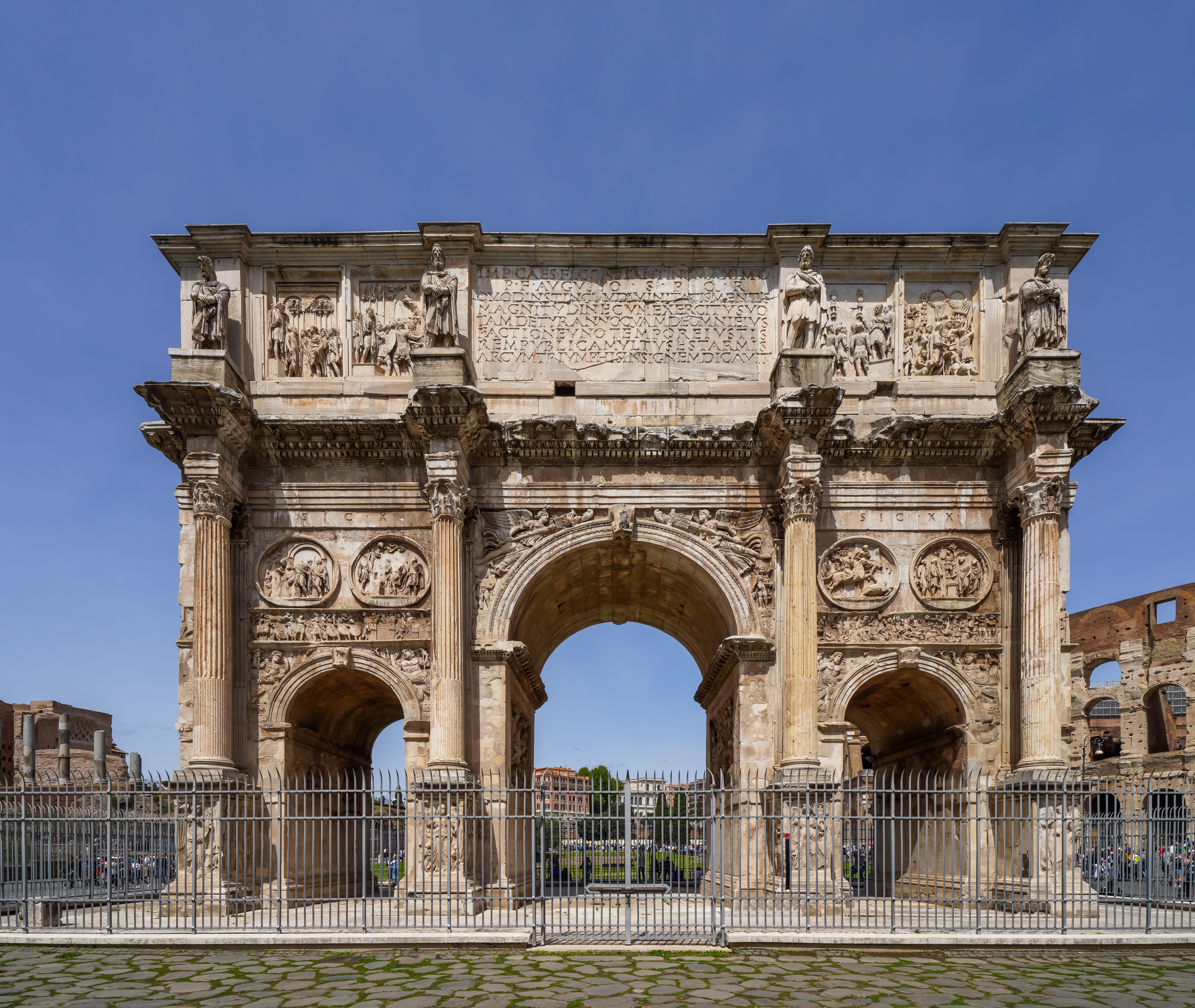
315: Der Konstantinsbogen

- 0315: In Rom wird der Konstantinsbogen eingeweiht.
- 1798: Uraufführung der Oper L'Hôtellerie portugaise von Luigi Cherubini am Théâtre Feydeau in Paris.
- 1826: Uraufführung der komischen Oper Rolands Knappen von Heinrich Dorn in Berlin.
- 1886: Premiere von Tristan und Isolde bei den Bayreuther Festspielen
- 1897: Jack London bricht mit seinem Schwager auf, um nach dem Klondike-Goldrausch am Goldfieber zu partizipieren. Als Goldsucher hat er kein Glück, doch seine Erlebnisberichte werden später erfolgreich.
- 1949: Thomas Mann wird mit dem Goethepreis der Stadt Frankfurt am Main ausgezeichnet.
- 1957: Die Stiftung Preußischer Kulturbesitz entsteht als bundesunmittelbare Körperschaft des öffentlichen Rechts.
- 1976: Uraufführung der Oper Einstein on the Beach von Philip Glass am Festival von Avignon.
- 1980: AC/DC veröffentlichen mit Back in Black ihr sechstes Studioalbum. Es wird das zweitmeistverkaufte Album der Welt sowie das erfolgreichste Hardrockalbum bislang.
- Seit 1991 festes Eröffnungsdatum der Bayreuther Festspiele.

### Gesellschaft

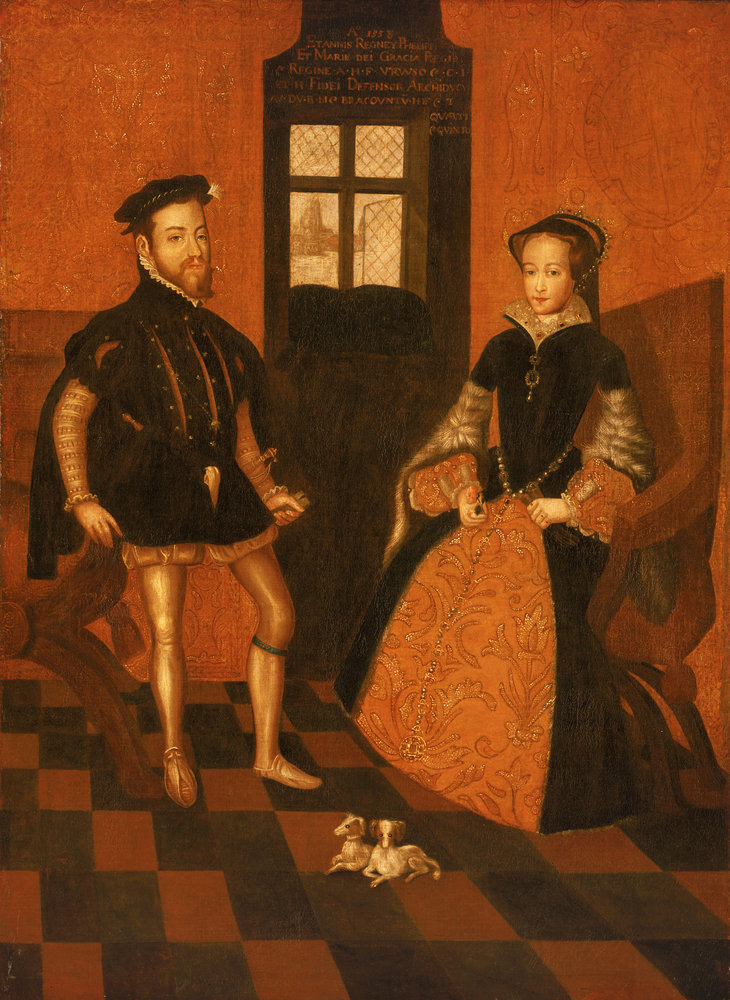
1554: Philipp und Maria

- 1554: Die englische Königin Maria I. heiratet Philipp II., der durch den Ehevertrag den Titel „König von England“ erhält.

### Religion
- 0325: Das erste Konzil von Nicäa endet mit der beinahe einhelligen Unterschrift unter das Bekenntnis von Nicäa. Der Arianismus wird als häretisch verurteilt, trotzdem bleibt das Christentum durch den arianischen Kirchenstreit gespalten.
- 1205: Als Nachfolger des auf Grund des staufisch-welfischen Thronstreits für abgesetzt erklärten Adolf von Altena wird Bruno IV. von Sayn zum Erzbischof von Köln erhoben.

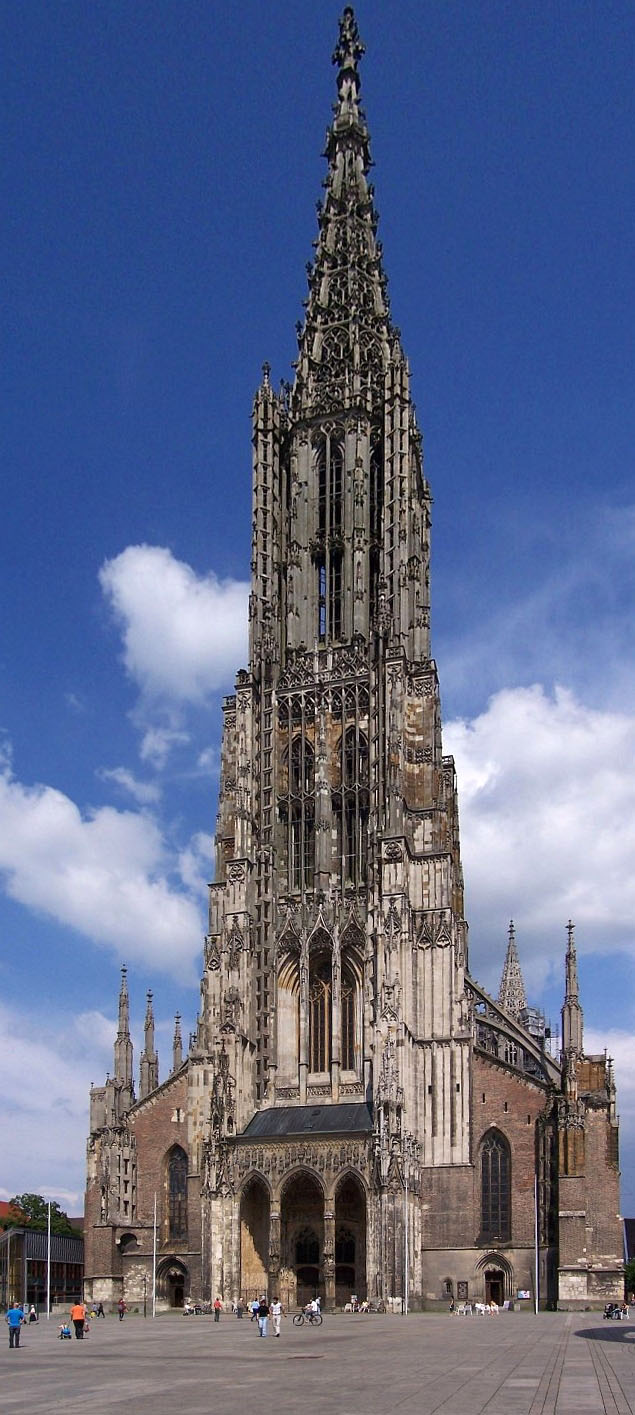
1405: Ulmer Münster

- 1405: Das Ulmer Münster, lediglich bedeckt durch ein provisorisches Notdach, wird geweiht.
- 1492: Das heutige Sterbedatum von Papst Innozenz VIII. wurde von Girolamo Savonarola korrekt vorhergesagt, was dem charismatischen Bußprediger nun weiteren Zulauf in der Florentiner Bevölkerung verschafft.
- 1968: Mit der Enzyklika Humanae vitae bekräftigt Papst Paul VI. die Lehre seiner Vorgänger, dass jeder einzelne eheliche Akt nur dann sittlich gut ist, wenn er für die Weitergabe des Lebens offen bleibt.

### Katastrophen
- 1668: Bei einem Erdbeben der Stärke 8,5 nahe Linyi in der Provinz Schandong im Kaiserreich China kommen zwischen 43.000 und 50.000 Menschen ums Leben.
- 1935: Bei einer Flutkatastrophe des Jangtsekiang in China sterben 200.000 Menschen.

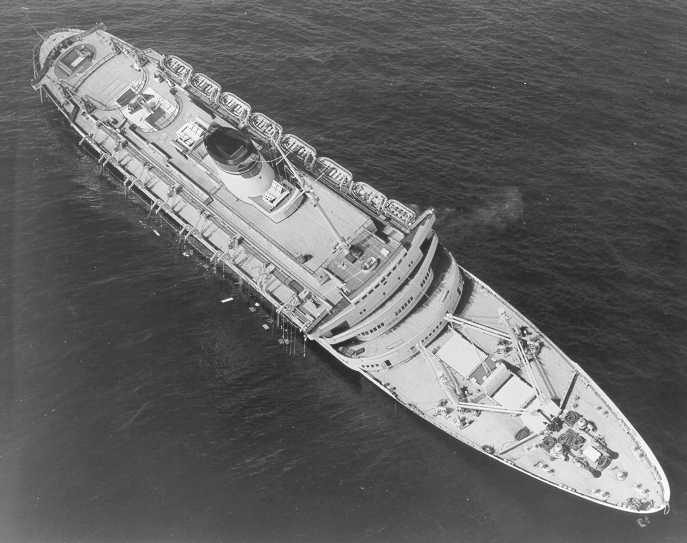
1956: Die Andrea Doria nach der Kollision

- 1956: Das italienische Kreuzfahrtschiff Andrea Doria kollidiert vor der US-Küste mit dem Passagierschiff Stockholm und sinkt am nächsten Tag. Bei der Kollision kommen 46 Passagiere ums Leben.
- 2000: Bei dem Absturz einer Concorde der Air France kurz nach dem Start kommen bei Paris alle 109 Menschen an Bord sowie vier Menschen am Boden ums Leben.

Kleinere Unglücksfälle sind in den Unterartikeln von Katastrophe und in der Liste von Katastrophen aufgeführt.

### Sport
- 1892: In Berlin wird der Sportverein BFC Hertha 1892 gegründet, aus dem Hertha BSC hervorgeht.

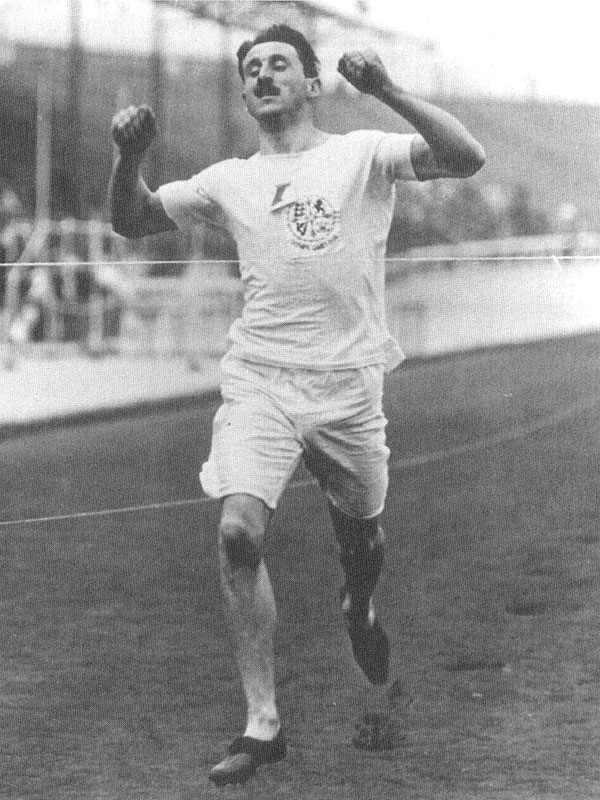
1908: Wyndham Halswelle im Ziel

- 1908: Der 400-Meter-Lauf der Olympischen Spiele in London muss nach der Disqualifikation des US-Amerikaners John Carpenter vom 23. Juli am selben Tag neuerlich ausgetragen werden. Da die beiden anderen US-Amerikaner William Robbins und John Taylor aus Protest gegen die Entscheidung nicht antreten, ist der Brite Wyndham Halswelle der einzige Athlet in diesem „Geisterrennen“ und wird damit Olympiasieger.
- 1908: Das US-amerikanische Team bestehend aus William Hamilton, Nate Cartmell, John Taylor und Mel Sheppard gewinnt die olympische Laufstaffel vor den Deutschen Arthur Hoffmann, Hans Eicke, Otto Trieloff und Hanns Braun. John Taylor wird damit der erste afroamerikanische Olympiasieger.
- 1992: In Barcelona werden die XXV. Olympischen Spiele eröffnet. Es sind die einzigen Sommerspiele, bei denen ein vereintes Team aus den Ländern der Gemeinschaft Unabhängiger Staaten unter der olympische Flagge teilnimmt.
- 1999: Lance Armstrong gewinnt seine erste Tour de France, 2012 wird er wegen Doping nachträglich disqualifiziert

Einträge von Leichtathletik-Weltrekorden befinden sich unter der jeweiligen Disziplin unter Leichtathletik.
Einträge zu Fußballweltmeisterschaftsspielen finden sich in den Unterseiten von Fußball-Weltmeisterschaft. Das Gleiche gilt für Fußball-Europameisterschaften.

## Geboren

### Vor dem 18. Jahrhundert
- 0976: Thietmar von Merseburg, Bischof von Merseburg, Chronist der Ottonen
- 1262: Arthur II., Vizegraf von Limoges, Graf von Montfort, Herzog von Bretagne und Graf von Penthièvre
- 1336: Albrecht I., Herzog von Bayern-Straubing und Graf von Holland

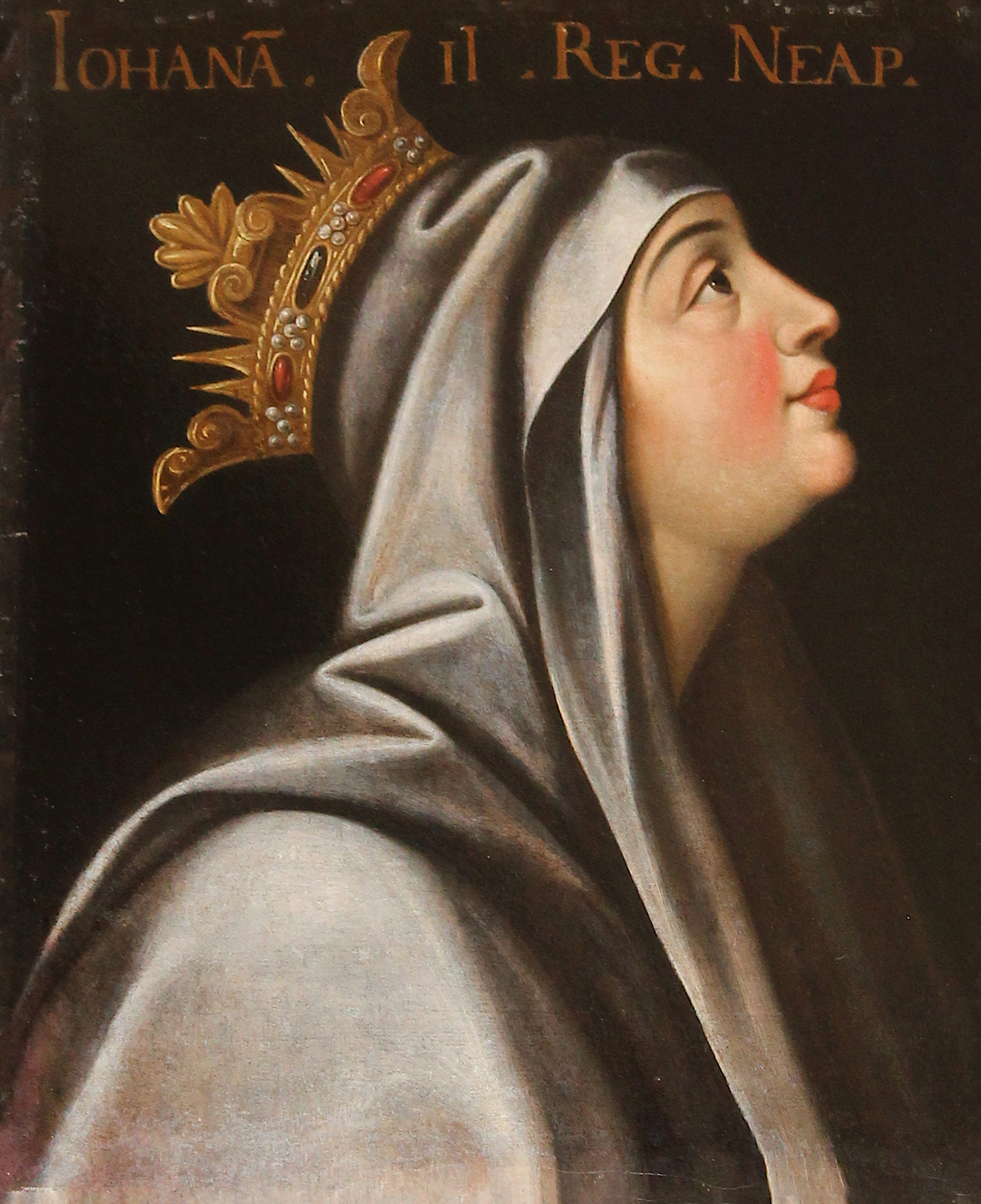
Johanna II. (* 1373)

- 1373: Johanna II., Königin von Neapel und Titularkönigin von Jerusalem
- 1394: Jakob I., König von Schottland
- 1398: Francesco Filelfo, italienischer Gelehrter und Humanist
- 1404: Philipp, Herzog von Brabant und Limburg
- 1434: Jacopo da Volterra, italienischer Humanist
- 1473: Maddalena de’ Medici, Tochter von Lorenzo dem Prächtigen
- 1486: Albrecht VII., Herzog zu Mecklenburg-Güstrow
- 1490: Amalie von der Pfalz, Herzogin von Pommern
- 1509: Philipp II., Graf von Nassau-Saarbrücken

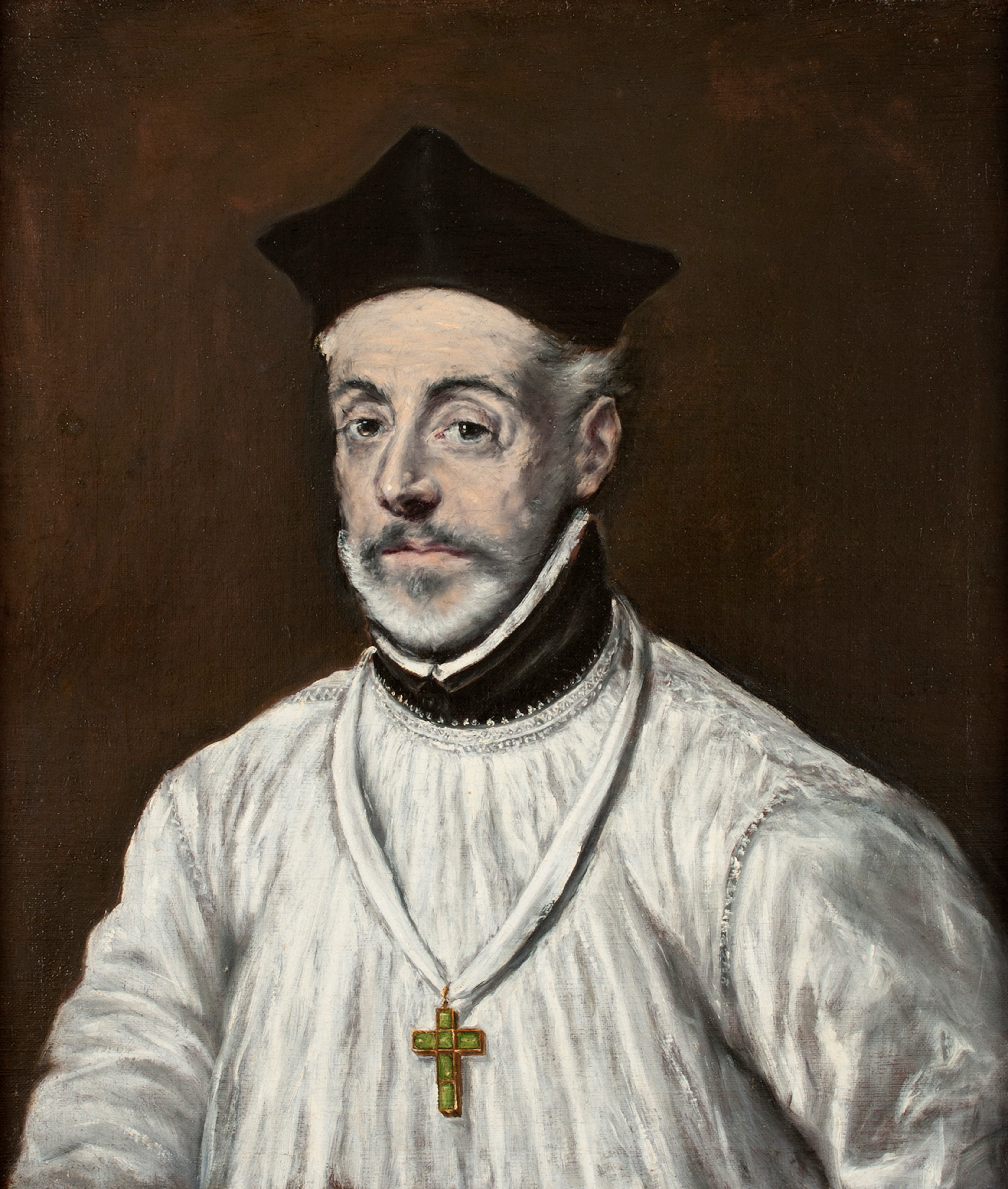
Diego de Covarrubias y Leyva (* 1512)

- 1512: Diego de Covarrubias y Leyva, spanischer Kirchenjurist und Humanist
- 1517: Jacques Peletier, französischer Literat, Humanist, Jurist, Mediziner und Mathematiker
- 1521: Reichard, Pfalzgraf und Herzog von Simmern
- 1537: Johann Eglof von Knöringen, Bischof von Augsburg
- 1538: Diane de France, Herzogin von Angoulême
- 1542: Magnus Gustavsson Wasa, schwedischer Prinz und Herzog von Östergötland
- 1546: Cornelis de Groot, niederländischer Rechtswissenschaftler
- 1564: Hans Friedrich von Drachsdorf, deutscher Verwaltungsbeamter
- 1568: Georg Ridinger, deutscher Architekt und Baumeister der Spät-Renaissance und des Früh-Barock
- 1583: Jakob Löffler, württembergischer Kanzler und schwedischer Vizekanzler
- 1604: Dorothea Diana von Salm, deutsche Adelige
- 1642: Louis I., Fürst von Monaco

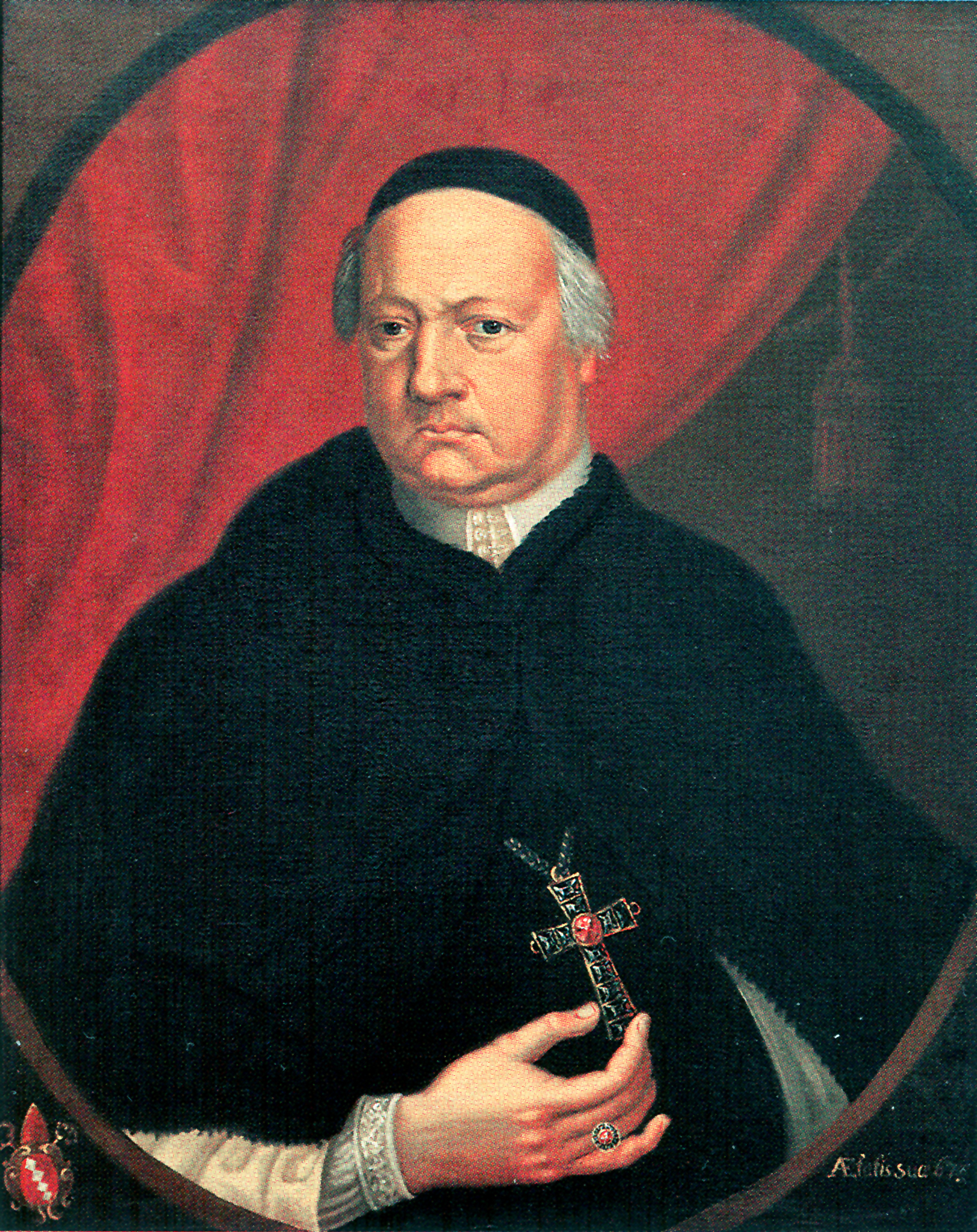
Agostino Steffani (* 1654)

- 1654: Agostino Steffani, italienischer Komponist und Bischof
- 1657 (getauft): Philipp Heinrich Erlebach, deutscher barocker Komponist
- 1673: Santiago de Murcia, spanischer Gitarrist, Komponist und Musiktheoretiker
- 1675: James Thornhill, britischer Maler
- 1684: Balthasar von Ahlefeldt, Herr der Adligen Güter Lindau und Neudorf sowie Generalleutnant und Kommandant von Glückstadt
- 1690: Ferdinand von Plettenberg, kurkölnischer Premierminister, Obristkämmerer und Erbmarschall des Kurfürsten Clemens August von Bayern
- 1691: Johannes Kohlhaas der Ältere, deutscher Orgelbauer

### 18. Jahrhundert
- 1715: Jakob Immanuel Pyra, deutscher Dichter
- 1723: Franz Christian von Borries, deutscher Adeliger und Geheimrat

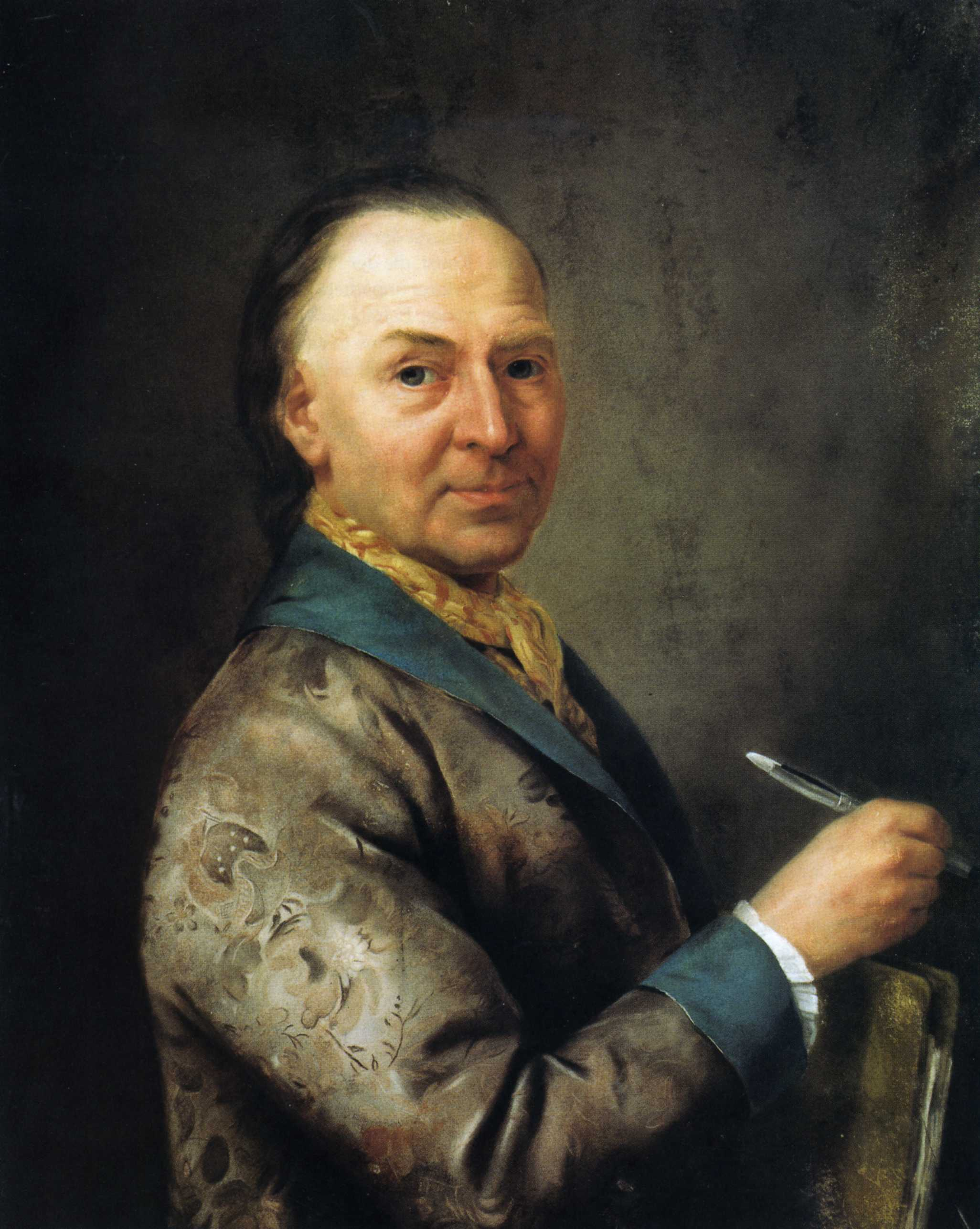
Bernhard Rode (* 1725)

- 1725: Bernhard Rode, deutscher Maler
- 1727: John De Hart, Delegierter von New Jersey im Kontinentalkongress
- 1734: Ueda Akinari, japanischer Schriftsteller
- 1740: Ignaz Cornova, italienischer Priester, Historiker, Pädagoge und Dichter
- 1740: Bonaventura von Rauch, preußischer Generalmajor
- 1743: Pierre-Maurice Glayre, Schweizer Politiker und Diplomat
- 1744: Heinrich August Typke, deutscher evangelischer Theologe
- 1746: Maria Francisca Benedita von Portugal, Infantin von Portugal und Brasilien sowie Prinzessin von Beira
- 1747: José da Costa e Silva, portugiesischer Architekt
- 1750: Henry Knox, US-amerikanischer General
- 1753: Santiago de Liniers, französischer Offizier in spanischen Diensten, Vizekönig des Rio de la Plata
- 1756: Elizabeth Hamilton, britische Dichterin, Schriftstellerin und Satirikerin
- 1757: Hans Jakob von Auerswald, preußischer Generallandschaftspräsident
- 1757: Marie Schellinck, belgisch-französische Soldatin
- 1758: Louise Weyland, bayerische Hofrätin und Erzieherin der Kinder von König Maximilian I. Joseph
- 1761: Jacques Claude Beugnot, französischer Politiker

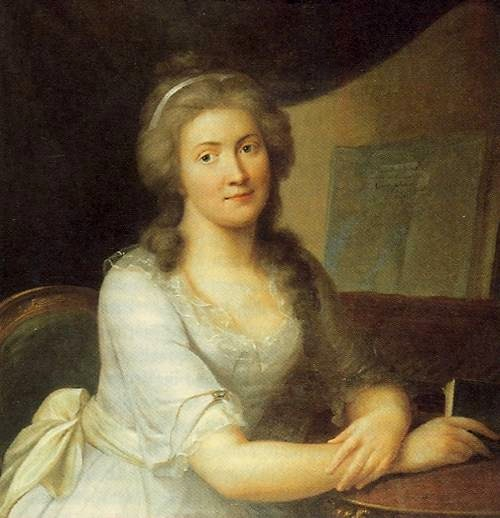
Charlotte von Kalb (* 1761)

- 1761: Charlotte von Kalb, deutsche Schriftstellerin
- 1761: Karl Friedrich Stäudlin, deutscher evangelischer Theologe
- 1768: William George Browne, englischer Afrika- und Asienreisender
- 1771: Johann Georg Bürgy, deutscher Orgelbauer
- 1775: Anna Harrison, First Lady der Vereinigten Staaten
- 1780: Christian Theodor Weinlig, deutscher Musiklehrer und Komponist
- 1781: Laurent-Théodore Biett, schweizerisch-französischer Mediziner
- 1783: Cäsar Max Heigel, deutscher Schauspieler und Schriftsteller
- 1785: Reinhard Christian Wilhelm Aurelius Steimmig, deutscher Mediziner
- 1787: Karl Ludwig Randhan, deutscher Mediziner
- 1794: Nikolai Nikolajewitsch Murawjow, russischer General
- 1794: Amalie Sieveking, Mitbegründerin der organisierten Diakonie in Deutschland
- 1797: Auguste von Hessen, Duchess of Cambridge, Vizekönigin von Hannover
- 1798: Albert Knapp, deutscher Dichter
- 1800: Heinrich Göppert, deutscher Botaniker, Paläontologe und Professor

### 19. Jahrhundert

#### 1801–1850
- 1804: Emilie von Gleichen-Rußwurm, Tochter Schillers
- 1808: Jacob Broom, US-amerikanischer Politiker
- 1810: Georg Eduard Steitz, deutscher evangelischer Theologe und Historiker
- 1812: Robert Christian Avé-Lallemant, deutscher Arzt und Forschungsreisender
- 1817: Heinrich Gottfried Philipp Gengler, deutscher Rechtshistoriker, Geheimrat und Universitätsprofessor
- 1818: Robert von Lehmann, hessischer Oberförster und Politiker
- 1818: Santiago González Portillo, Präsident von El Salvador
- 1818: Albert Abdullah David Sassoon, britisch-indischer Kaufmann

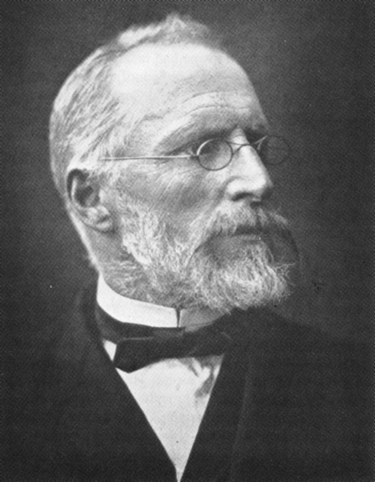
Johann Jakob von Tschudi (* 1818)

- 1818: Johann Jakob von Tschudi, Schweizer Naturforscher
- 1819: Louis Deffès, französischer Komponist und Musikpädagoge

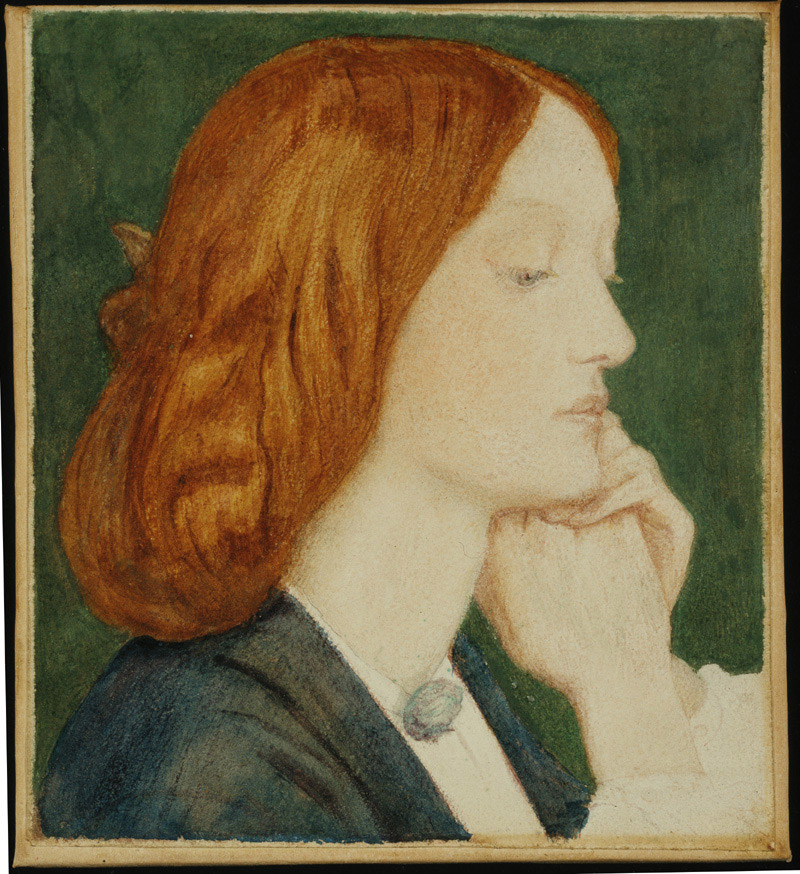
Elisabeth Siddal (* 1829)

- 1829: Elizabeth Siddal, englische Malerin und Dichterin
- 1835: Lucie von Hanstein, deutsche Schriftstellerin
- 1839: Francis Garnier, französischer Forschungsreisender
- 1839: Carl Ulrici, deutscher Schriftsteller
- 1839: Emil Usteri, Schweizer Jesuit und Hochschullehrer in Indien

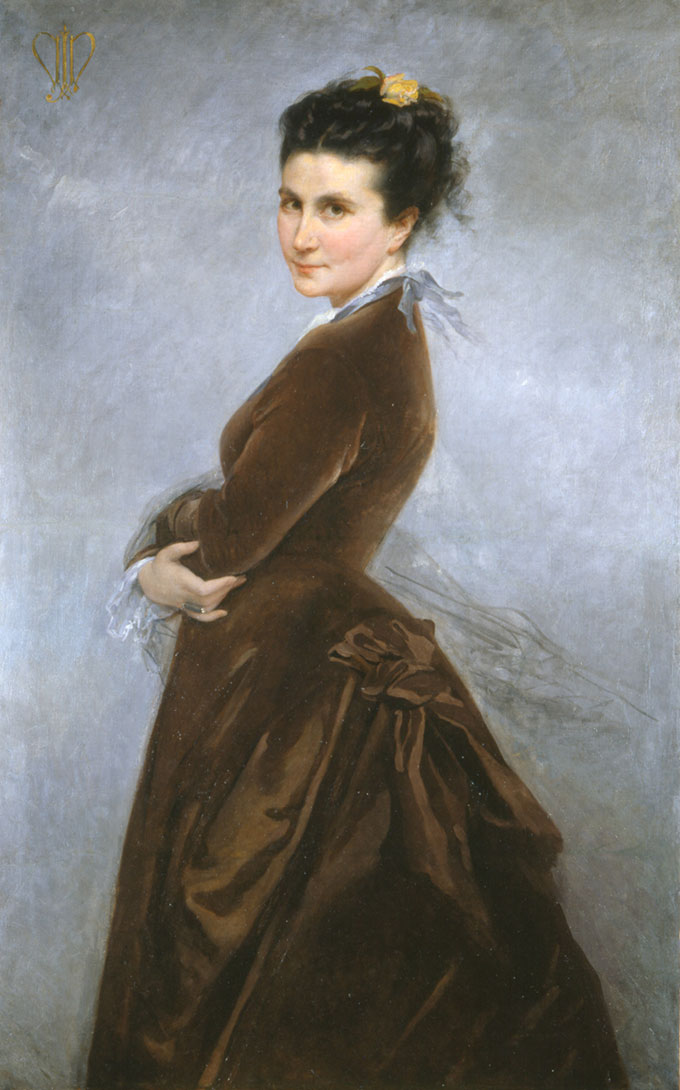
Nélie Jacquemart (* 1841)

- 1841: Nélie Jacquemart, französische Malerin
- 1842: Johann Jakob Stutz, Schweizer Jurist und Politiker
- 1844: Thomas Eakins, US-amerikanischer Maler
- 1845: Victor Haderup, dänischer Zahnarzt
- 1847: Paul Langerhans, deutscher Pathologe (Langerhanssche Inseln)
- 1848: Arthur James Balfour, 1. Earl of Balfour, britischer Politiker, Außen- und Premierminister
- 1848: Ottokar Kernstock, österreichischer Dichter
- 1850: Anton Juljewitsch Simon, russischer Komponist französischer Herkunft

#### 1851–1900
- 1852: Pauline von Sachsen-Weimar-Eisenach, Erbgroßherzogin von Sachsen-Weimar-Eisenach
- 1855: Edward Solomon, britischer Komponist und Dirigent
- 1857: Louis W. Emerson, US-amerikanischer Politiker
- 1860: Luise Margareta von Preußen, preußische Prinzessin, Mitglied der britischen Königsfamilie, Duchess of Connaught
- 1865: Jac. P. Thijsse, niederländischer Naturschützer
- 1866: Wilhelm Holle, deutscher Verwaltungsjurist und Politiker, Oberbürgermeister von Essen

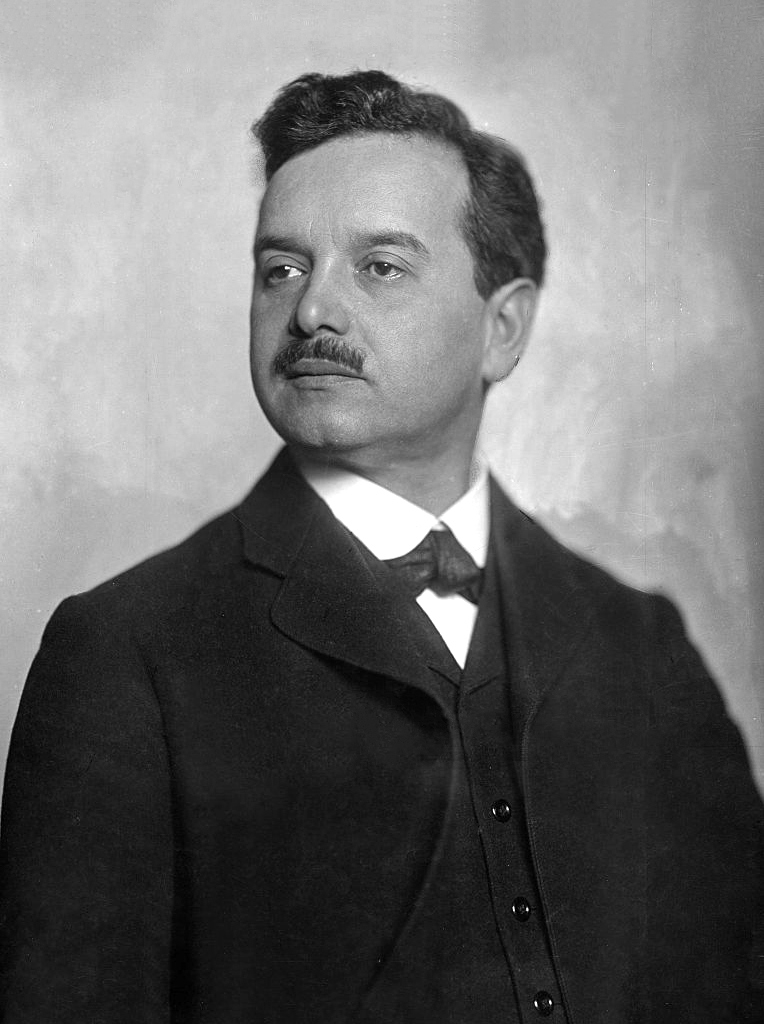
Max Dauthendey (* 1867)

- 1867: Max Dauthendey, deutscher Maler und Dichter
- 1869: Platon Kulbusch, russisch-orthodoxer Bischof von Riga und Märtyrer
- 1869: Henryk Melcer-Szczawiński, polnischer Pianist, Dirigent, Komponist und Musikpädagoge
- 1869: Carl Miele, deutscher Konstrukteur und Industrieller
- 1871: Anna Charlier, Verlobte des Expeditionsteilnehmers Nils Strindberg
- 1873: Anne Tracy Morgan, US-amerikanische Millionenerbin und Philanthropin
- 1873: Reinhard Mumm, deutscher Theologe und Politiker
- 1874: Luise Heilborn-Körbitz, deutsche Drehbuchautorin
- 1874: Sergei Wassiljewitsch Lebedew, russischer Chemiker
- 1875: Paul Graetz, deutscher Offizier, erster Durchquerer Afrikas mit dem Automobil

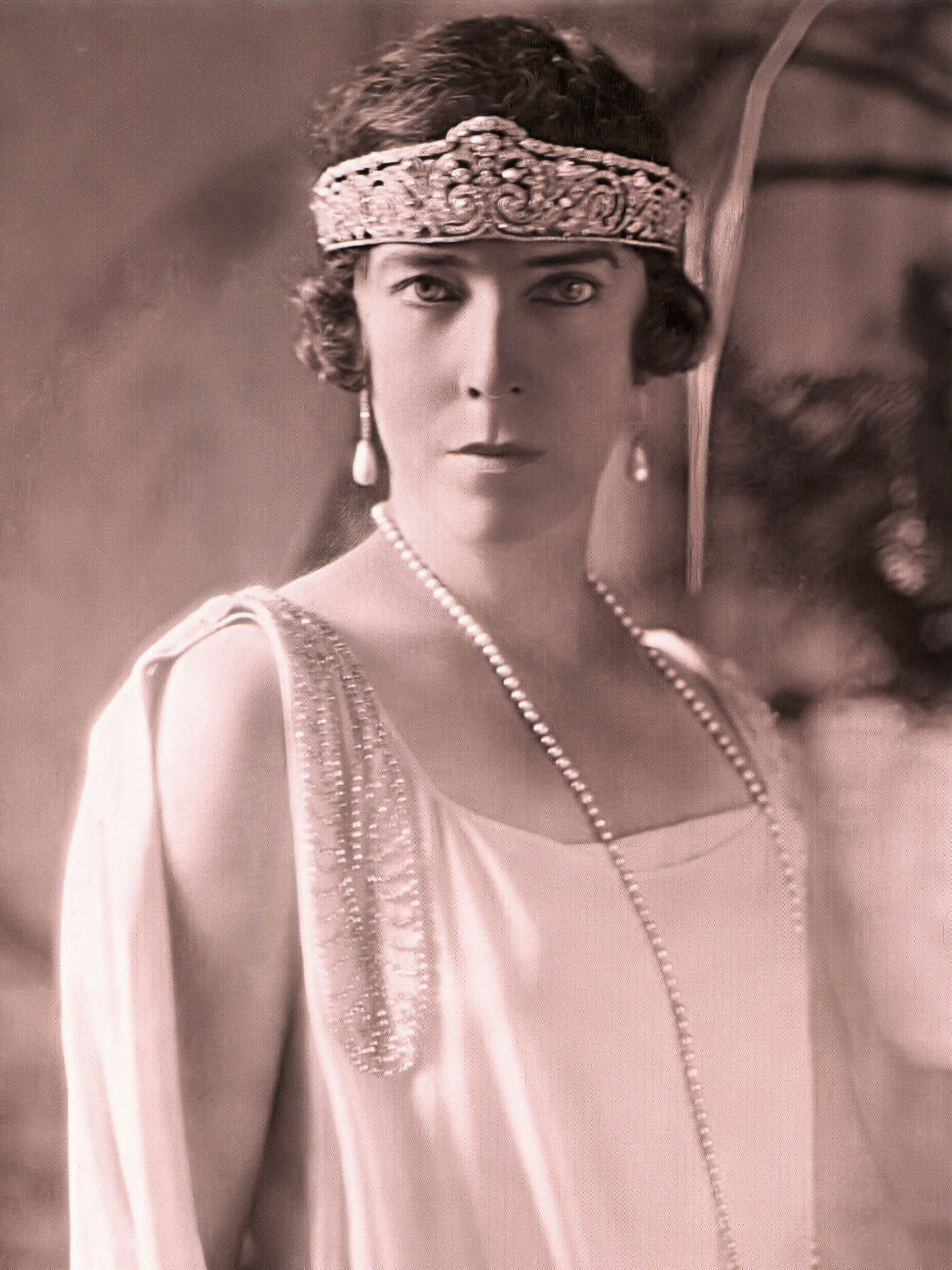
Elisabeth Gabriele (* 1876)

- 1876: Elisabeth Gabriele in Bayern, Königin von Belgien
- 1879: Fritz Steuri, Schweizer Bergführer und Skisportler
- 1883: Alfredo Casella, italienischer Dirigent, Pianist und Komponist
- 1884: Martin Davey, US-amerikanischer Politiker
- 1884: Ludowika Jakobsson, deutsch-finnische Eiskunstläuferin
- 1884: Gottlob Karl von Nathusius, deutscher Ornithologe
- 1886: Bror von Blixen-Finecke, schwedischer Großwildjäger
- 1886: Edward Cummins, US-amerikanischer Golfer
- 1888: Giacomo Acerbo, italienischer Politiker
- 1889: Franz Roubal, österreichischer Bildhauer, Landschafts- und Tiermaler
- 1891: Gertrud Kornfeld, deutsche Chemikerin
- 1891: Donald McKinlay, schottischer Fußballspieler
- 1893: Wilhelm Cleven, Kölner Weihbischof
- 1893: Dorothy Dickson, britische Schauspielerin
- 1894: Krešimir Baranović, kroatischer Komponist und Dirigent

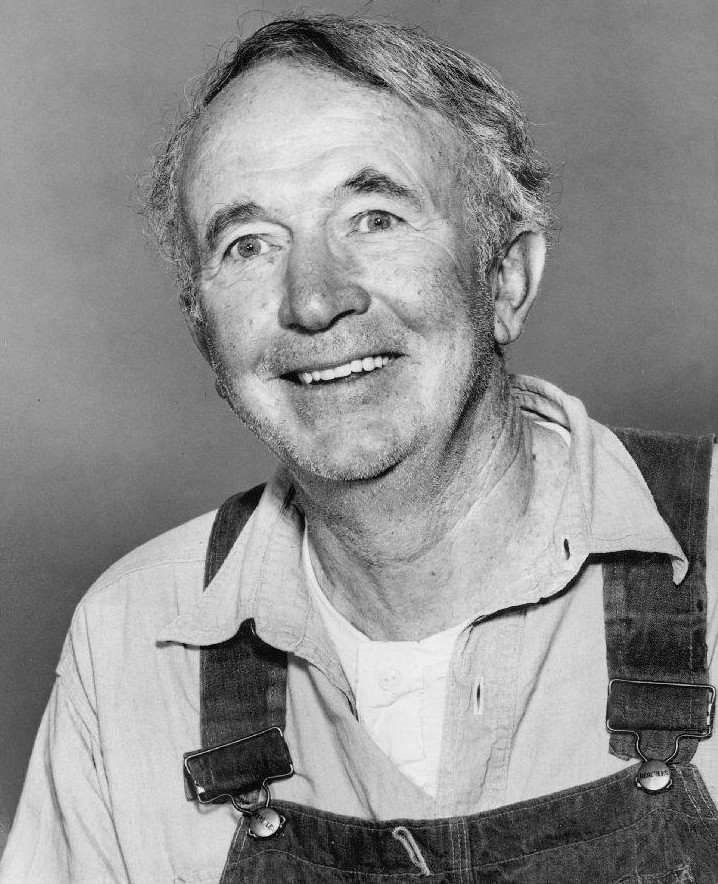
Walter Brennan (* 1894)

- 1894: Walter Brennan, US-amerikanischer Schauspieler und Sänger
- 1894: Gavrilo Princip, bosnisch-serbischer Nationalist
- 1895: Rudolph Arbesmann, US-amerikanischer Klassischer Philologe
- 1895: Anna Klöcker, deutsche Frauenrechtlerin, Politikerin und MdL

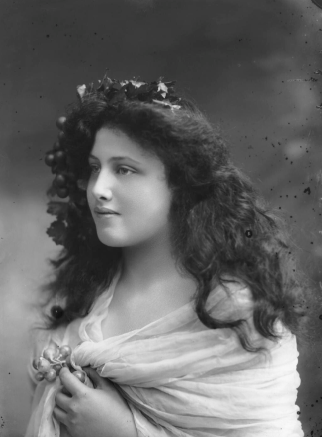
Rosie Newman (* 1896)

- 1896: Rosie Newman, britische Amateurfilmerin
- 1896: Rudolf Pamperrien, deutscher Diplomat und Politiker
- 1896: Josephine Tey, britische Kriminalschriftstellerin
- 1897: Hermann Ambrosius, deutscher Komponist und Musikpädagoge
- 1898: Arthur Lubin, US-amerikanischer Filmregisseur
- 1898: Hildegard Tauscher, deutsche Rhythmikerin
- 1899: Henry Holst, dänischer Geiger und Musikpädagoge
- 1900: Enrique Amorim, uruguayischer Schriftsteller
- 1900: Ishizaka Yōjirō, japanischer Schriftsteller

### 20. Jahrhundert

#### 1901–1925
- 1901: Ruth Krauss, US-amerikanische Kinderbuchautorin

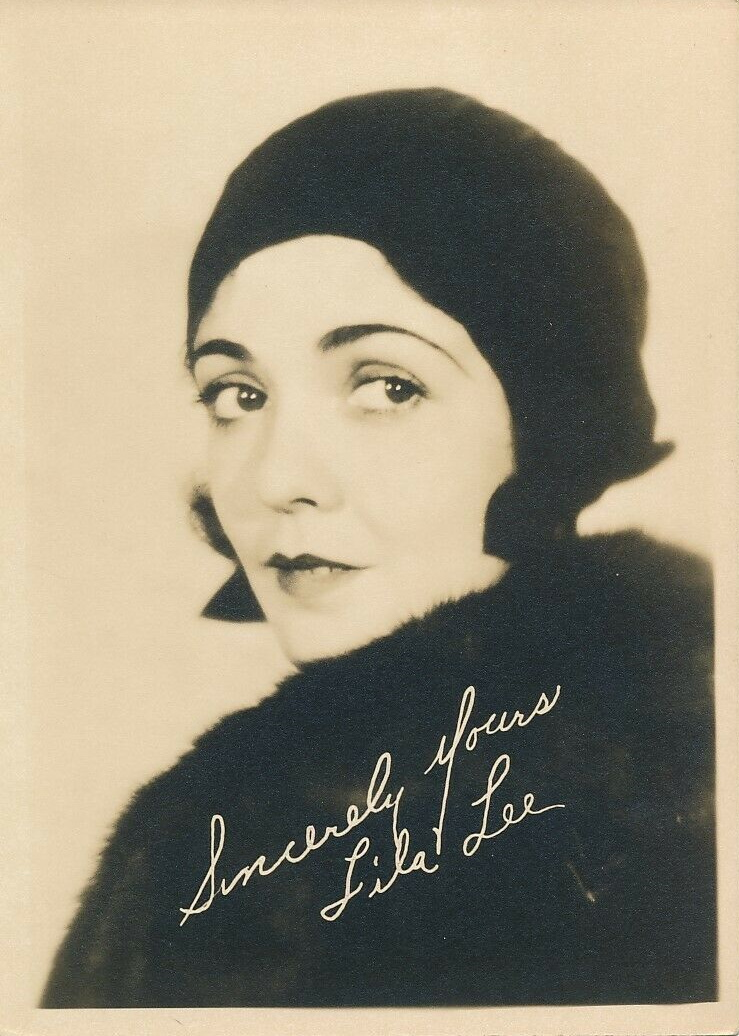
Lila Lee (* 1901)

- 1901: Lila Lee, US-amerikanische Schauspielerin
- 1902: Hans Helfritz, deutscher Komponist, Musikwissenschaftler und Schriftsteller
- 1902: Eric Hoffer, US-amerikanischer Philosoph
- 1903: André Fleury, französischer Komponist und Pianist, Organist und Musikpädagoge
- 1903: Katharina Staritz, deutsche evangelische Pfarrerin, Widerstandskämpferin, Autorin
- 1905: Elias Canetti, bulgarisch-britisch-schweizerischer Schriftsteller deutscher Sprache, Nobelpreisträger
- 1905: Georges Grignard, französischer Automobilrennfahrer
- 1906: Johnny Hodges, US-amerikanischer Musiker
- 1907: Karl Höller, deutscher Komponist
- 1907: Dmytro Klebanow, ukrainischer Komponist, Dirigent und Musikpädagoge
- 1907: Roland Leduc, kanadischer Cellist, Dirigent und Musikpädagoge
- 1909: Elizabeth Francis, US-amerikanische Supercentenarian
- 1910: Jimmy Jackson, US-amerikanischer Automobilrennfahrer
- 1911: Len Duncan, US-amerikanischer Automobilrennfahrer
- 1912: Roland Gardner, britischer Automobilrennfahrer
- 1914: Erhard Theodor Astler, deutscher Maler, Grafiker und Zeichner
- 1915: Joseph P. Kennedy junior, US-amerikanischer Pilot, Bruder von John F. Kennedy
- 1917: Fritz Honegger, Schweizer Politiker und Bundesrat
- 1918: Joseph Rovan, deutsch-französischer Historiker
- 1918: Franz Wegart, österreichischer Politiker

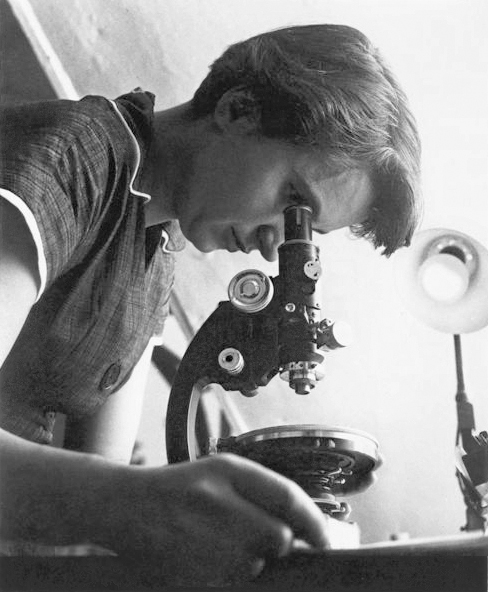
Rosalind Franklin (* 1920)

- 1920: Rosalind Franklin, britische Biochemikerin und Spezialistin für Röntgenstrukturanalyse
- 1921: Magdalene Schauß-Flake, deutsche Komponistin
- 1921: Paul Watzlawick, österreichischer Psychotherapeut und Autor
- 1922: John B. Goodenough, US-amerikanischer Physiker, Nobelpreisträger
- 1922: Elisa Soteldo, venezolanische Sängerin, Pianistin und Musikpädagogin
- 1923: Estelle Getty, US-amerikanische Schauspielerin
- 1923: Maria Gripe, schwedische Schriftstellerin
- 1924: Edward Fleming, dänischer Filmregisseur und Schauspieler
- 1924: Alice Toen, belgische Filmschauspielerin
- 1925: Charmion King, kanadische Film- und Theaterschauspielerin
- 1925: Helmut Schlüter, deutscher Politiker, MdB

#### 1926–1950
- 1926: Monique Pelletier, französische Politikerin
- 1926: Okuno Takeo, japanischer Literaturkritiker
- 1927: Abdelaziz Ben Tifour, französisch-algerischer Fußballspieler
- 1927: Arminio Rothstein, österreichischer Künstler, Lehrer und Clown
- 1928: Biagio Agnes, italienischer Journalist
- 1929: Al Adamson, US-amerikanischer Regisseur und Filmproduzent
- 1929: Wassili Makarowitsch Schukschin, russischer Schriftsteller, Regisseur und Schauspieler
- 1930: Annie Ross, britische Sängerin und Schauspielerin
- 1931: Peter Armbruster, deutscher Physiker
- 1931: Alfred Bellebaum, deutscher Soziologe und Glücksforscher
- 1931: Ray Genet, US-amerikanischer Bergsteiger
- 1931: Dainius Trinkūnas, litauischer Pianist und Politiker
- 1932: Lotte-Lore Loebenstein, Holocaust-Opfer
- 1932: Tim Parnell, britischer Automobilrennfahrer und Rennstallbesitzer
- 1932: Paul J. Weitz, US-amerikanischer Astronaut

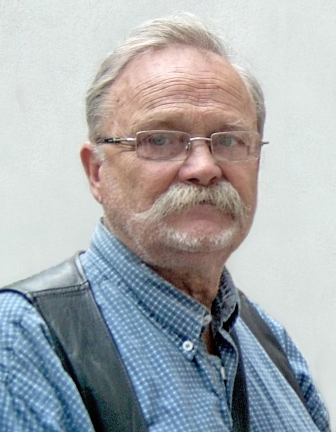
Jürgen Wittdorf (* 1932)

- 1932: Jürgen Wittdorf, deutscher Maler und Grafiker
- 1933: Georgi Atanassow, bulgarischer Politiker
- 1934: Don Ellis, US-amerikanischer Jazztrompeter und Bandleader
- 1935: Barbara Harris, US-amerikanische Schauspielerin
- 1935: Adnan Khashoggi, saudi-arabischer Unternehmer und Waffenhändler
- 1936: Gerry Ashmore, britischer Automobilrennfahrer
- 1936: Léon Huber, Schweizer Nachrichtensprecher
- 1936: Glenn Murcutt, australischer Architekt
- 1937; Todd Armstrong, US-amerikanischer Schauspieler

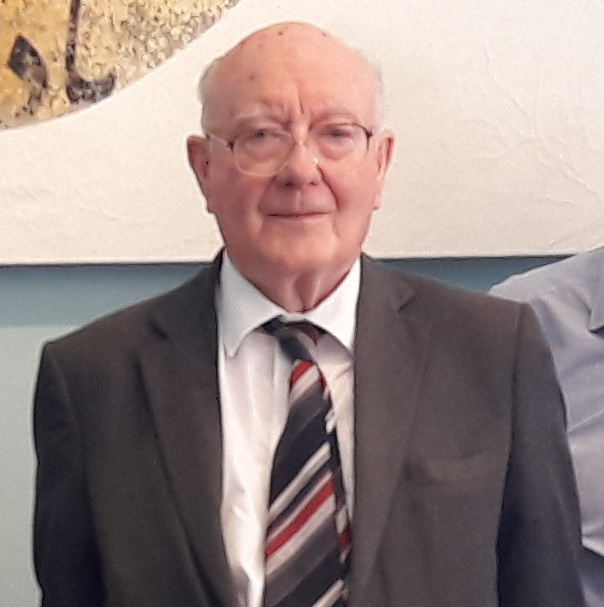
Colin Renfrew (* 1937)

- 1937: Colin Renfrew, britischer Archäologe
- 1938: Thea Bauriedl, deutsche Psychologin und Psychoanalytikerin
- 1938: Vera Loebner, deutsche Filmregisseurin
- 1939: John Gunn, US-amerikanischer Automobilrennfahrer
- 1940: Heiner Bertram, Kaufmann und Fußballfunktionär
- 1941: Frank Böckelmann, deutscher Schriftsteller und Soziologe
- 1941: Santiago Manguán, spanischer Marathonläufer
- 1941: Elfie Semotan, österreichische Fotografin
- 1941: Peter Suschitzky, polnisch-britischer Kameramann
- 1941: Emmett Till, afro-amerikanisches Opfer von Rassismus in den USA
- 1942: J. Brian Atwood, US-amerikanischer Regierungsbeamter und Hochschullehrer
- 1942: Manfried Rauchensteiner, österreichischer Militärhistoriker
- 1943: Jim McCarty, britischer Musiker

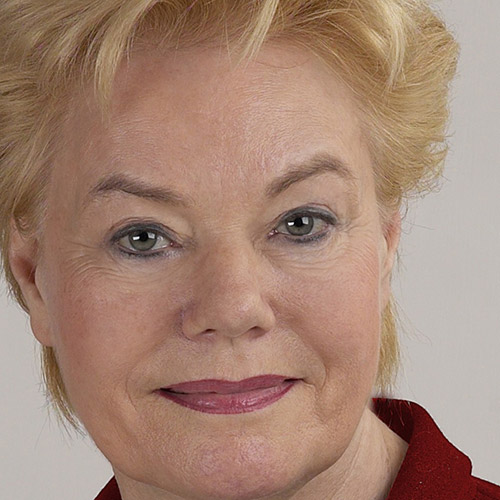
Erika Steinbach (* 1943)

- 1943: Erika Steinbach, deutsche Politikerin
- 1944: Hiroko Nakamura, japanische Pianistin
- 1944: Mariano Ortiz, puerto-ricanischer Basketballspieler
- 1946: Ljupka Dimitrovska, jugoslawische bzw. kroatisch-mazedonische Schlagersängerin

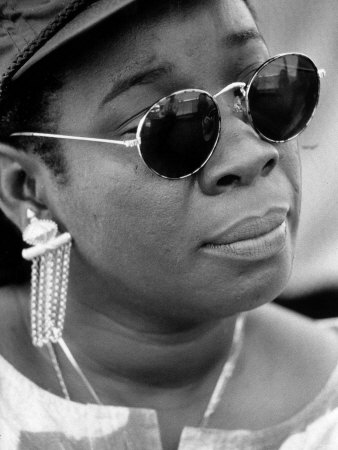
Rita Marley (* 1946)

- 1946: Rita Marley, jamaikanisch-kubanische Reggaemusikerin
- 1947: Adolfo Rodríguez Saá, argentinischer Politiker, Staatspräsident
- 1950: Gerold Amelung, deutscher Diplomat
- 1950: Manfred Kuschmann, deutscher Leichtathlet
- 1950: Juan Roca, kubanischer Basketballspieler

#### 1951–1975
- 1951: Verdine White, US-amerikanischer Musiker
- 1952: Hans-Robert Metelmann, deutscher Chirurg und Politiker

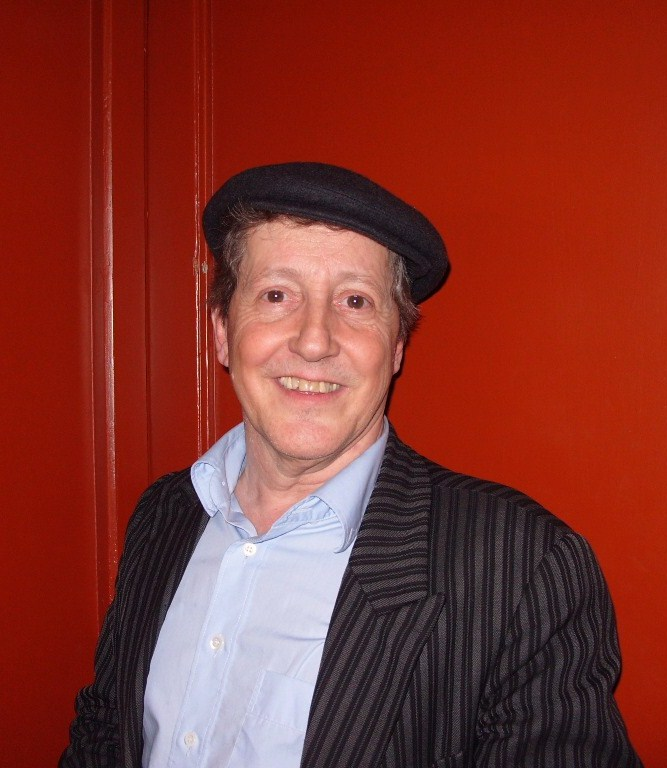
Santiago Ziesmer (* 1953)

- 1953: Santiago Ziesmer, deutscher Synchronsprecher
- 1954: Walter Payton, US-amerikanischer American-Football-Spieler
- 1954: Jürgen Trittin, deutscher Politiker
- 1955: Iman Abdulmajid, somalisches Fotomodell und Schauspielerin
- 1955: Tom McCamus, kanadischer Schauspieler
- 1956: Linda Martín Alcoff, US-amerikanische Philosophin
- 1956: Frances H. Arnold, US-amerikanische Biochemikerin und Chemieingenieurin
- 1956: Alfredo Lardelli, Schweizer Unternehmer und Mörder
- 1956: Patrick de Radiguès, belgischer Automobilrennfahrer und Segler
- 1957: Daniel W. Bursch, US-amerikanischer Astronaut
- 1957: Bogdan Musiol, deutscher Bobsportler
- 1957: Steve Podborski, kanadischer Skirennläufer
- 1957: Olivia Silhavy, österreichische Schauspielerin
- 1958: Alexei Filippenko, amerikanischer Astrophysiker und Professor
- 1958: Karlheinz Förster, deutscher Fußballspieler
- 1958: Thurston Moore, US-amerikanischer Musiker
- 1959ː Charlotte Frank, deutsche Architektin
- 1960: Dietmar Hohn, deutscher Fußballspieler
- 1960: Alain Robidoux, kanadischer Snooker-Spieler
- 1961: Franz Engstler, deutscher Automobilrennfahrer
- 1961: Herbert Föttinger, österreichischer Schauspieler und Theaterintendant

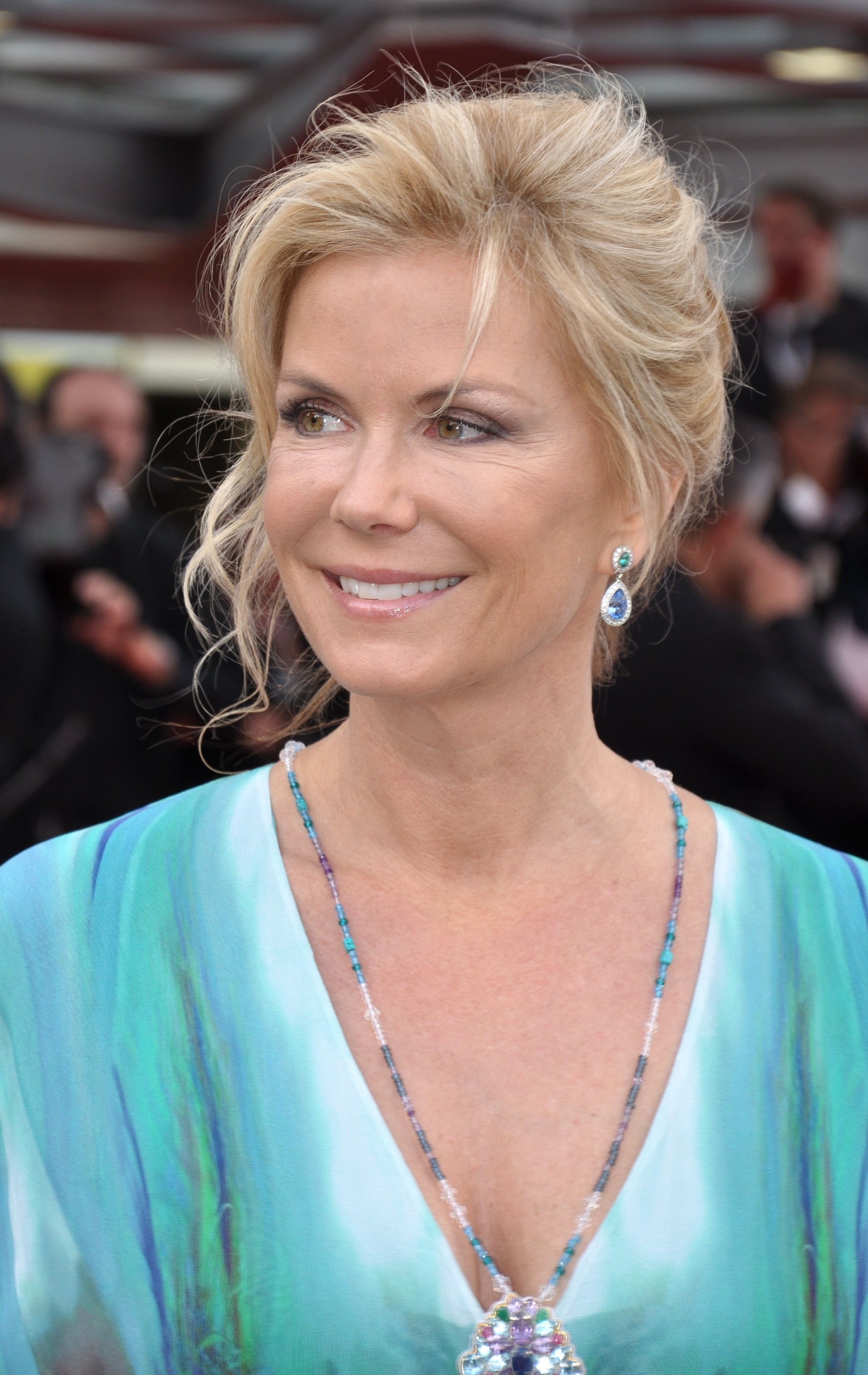
Katherine Kelly Lang (* 1961)

- 1961: Katherine Kelly Lang, US-amerikanische Schauspielerin
- 1963: Anna Fraser, kanadische Freestyle-Skierin
- 1963: Julian Hodgson, britischer Schachspieler
- 1963: Timothy Peach, britisch-deutscher Schauspieler
- 1964: Sharif Sheikh Ahmed, somalischer Politiker
- 1964: Anne Applebaum, polnisch-US-amerikanische Historikerin
- 1964: Meaza Ashenafi, äthiopische Juristin und Frauenrechtlerin
- 1964: Choi Seung-youn, südkoreanische Eisschnellläuferin
- 1964: Roger Hanschel, deutscher Saxophonist und Komponist
- 1964: Reinhold Hilbers, deutscher Kaufmann und Politiker
- 1964: Ludwig Huber, österreichischer Verhaltensbiologe, Kognitionswissenschaftler und Universitätsprofessor
- 1964: Doug Marrone, US-amerikanischer American-Football-Spieler und -Trainer
- 1964: William Motti, französischer Leichtathlet
- 1964: Karl Schmidseder, österreichischer Offizier
- 1964: Atto Suttarp, deutscher Schauspieler
- 1964: Tang Wei-Tsu, taiwanischer Skirennläufer
- 1965: Illeana Douglas, US-amerikanische Schauspielerin
- 1965: Ina Müller, deutsche Musik-Kabarettistin, Buchautorin und Fernsehmoderatorin
- 1966: Elke Jeinsen, deutsches Model und Schauspielerin

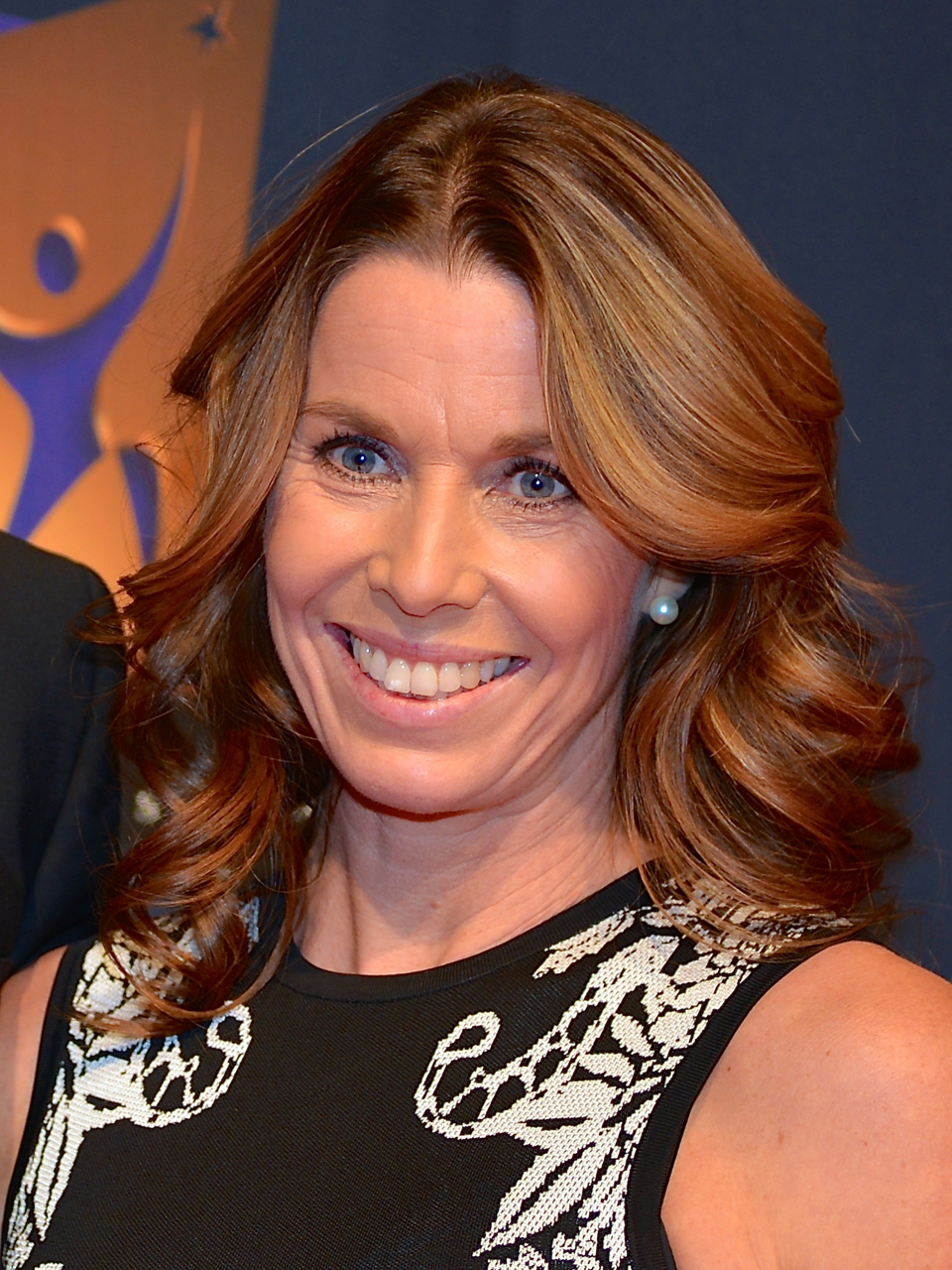
Magdalena Forsberg (* 1967)

- 1967: Magdalena Forsberg, schwedische Biathletin
- 1967: Matt LeBlanc, US-amerikanischer Schauspieler
- 1967: Annette Pehnt, deutsche Schriftstellerin
- 1968: Anders Bäckegren, schwedischer Handballspieler
- 1968: Michael Karen, deutscher Regisseur
- 1969: Alexander Falk, deutscher Unternehmer
- 1969: Mike Hezemans, niederländischer Automobilrennfahrer
- 1969: Carsten Wolters, deutscher Fußballspieler
- 1970: Wladimir Belli, italienischer Radsportler
- 1970: Brian Blade, US-amerikanischer Jazzschlagzeuger und Komponist

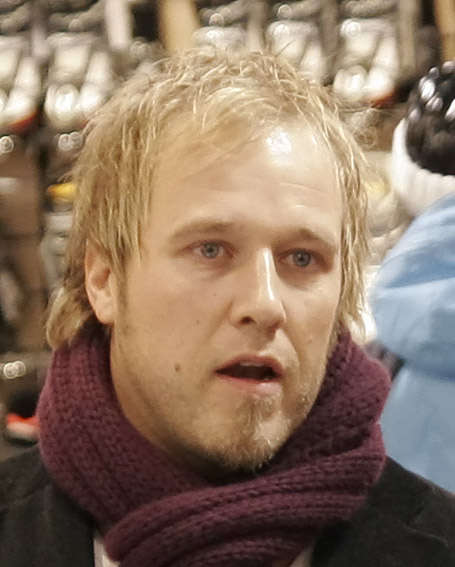
Holger Löhr (* 1970)

- 1970: Holger Löhr, deutscher Handballspieler und -trainer
- 1971: Thomas Koch, deutscher Schauspieler
- 1972: Roberto Guerra, Schweizer Schauspieler
- 1972: Artjom Jurjewitsch Kopot, russischer Eishockeyspieler
- 1973: Christian Hjermind, dänischer Handballspieler
- 1973: Kevin Phillips, englischer Fußballspieler
- 1973: Kenny Roberts junior, US-amerikanischer Motorradrennfahrer
- 1973: Igli Tare, albanischer Fußballspieler
- 1973: Tony Vincent, US-amerikanischer Musicalsänger
- 1973: Mike Wainwright, britischer Geschäftsmann und Automobilrennfahrer
- 1973: Michael C. Williams, US-amerikanischer Schauspieler
- 1975: Jean-Claude Darcheville, französischer Fußballspieler
- 1975: Mario Krassnitzer, österreichischer Fußballer
- 1975: Linda Zervakis, deutsch-griechische Fernsehmoderatorin und Nachrichtensprecherin

#### 1976–2000
- 1976: Tera Patrick, US-amerikanische Pornodarstellerin
- 1976: Stéphane Rideau, französischer Schauspieler
- 1977: Stress, estnisch-schweizerischer Rapper
- 1978: Louise Brown, britische Bürokraft, weltweit erstes Retortenbaby
- 1978: Lisa Maria Potthoff, deutsche Schauspielerin
- 1979: Allister Carter, englischer Snooker-Spieler

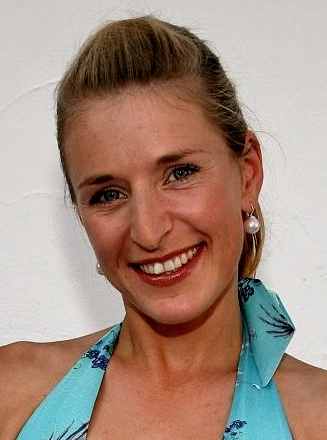
Stefanie Hertel (* 1979)

- 1979: Stefanie Hertel, deutsche Schlagersängerin

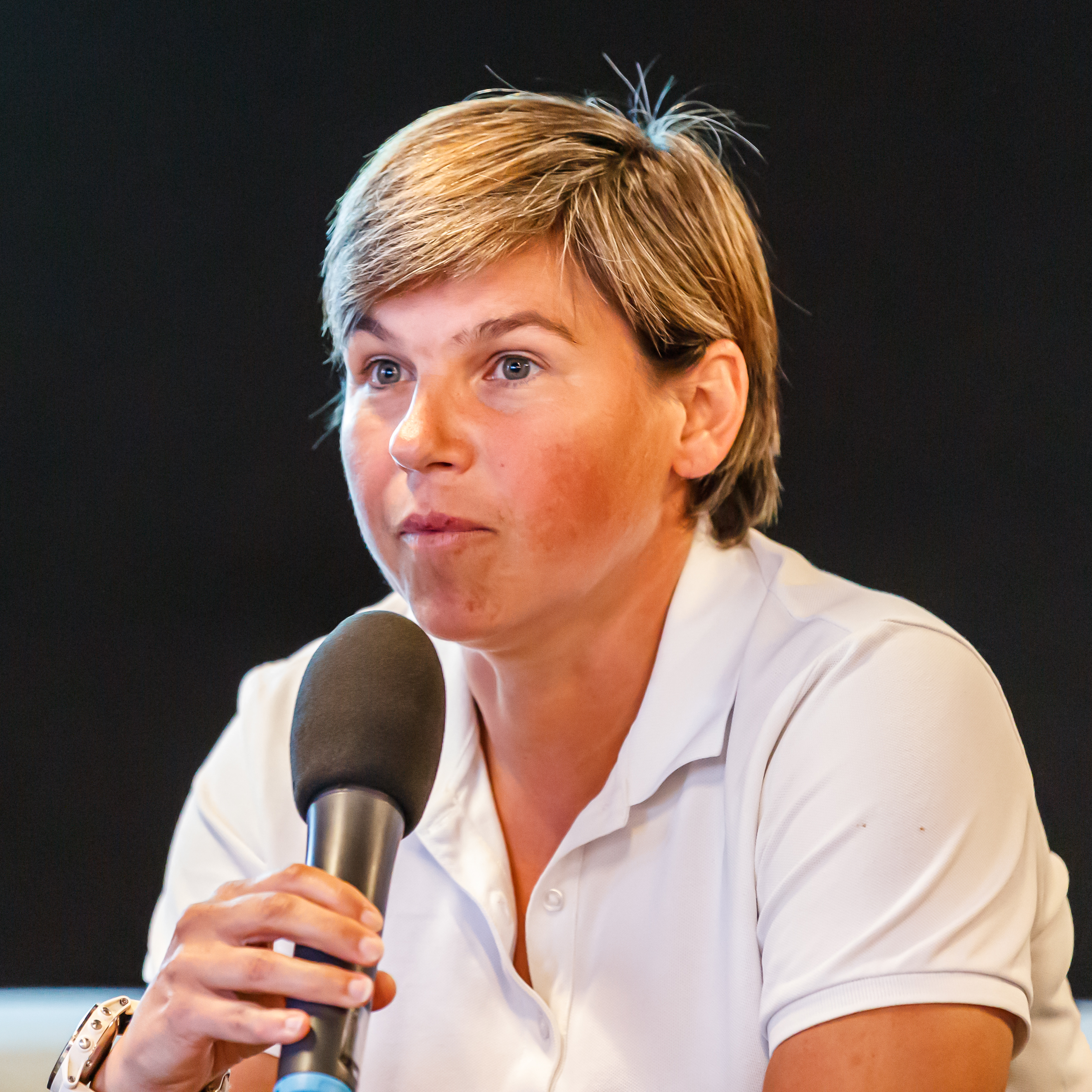
Ariane Hingst (* 1979)

- 1979: Ariane Hingst, deutsche Fußballspielerin, Weltmeisterin
- 1980: Cha Du-ri, südkoreanischer Fußballspieler
- 1980: Diam’s, französische Rapperin
- 1981: Noel Baxter, britischer Skirennläufer
- 1981: Juho Hänninen, finnischer Rallyefahrer
- 1982: Brad Renfro, US-amerikanischer Schauspieler
- 1983: Olga Igorewna Schitowa, russische Volleyballspielerin, Weltmeisterin
- 1984: Jan Zástěra, tschechischer Komponist, Dirigent, Chorleiter, Organist, Forscher, und Übersetzer
- 1985: Kirsten McGarry, irische Skirennläuferin und Skicrosserin
- 1985: Nelson Piquet junior, brasilianischer Automobilrennfahrer
- 1986: Robert Dietrich, deutsch-kasachischer Eishockeyspieler
- 1986: Barbara Meier, deutsches Model und Schauspielerin

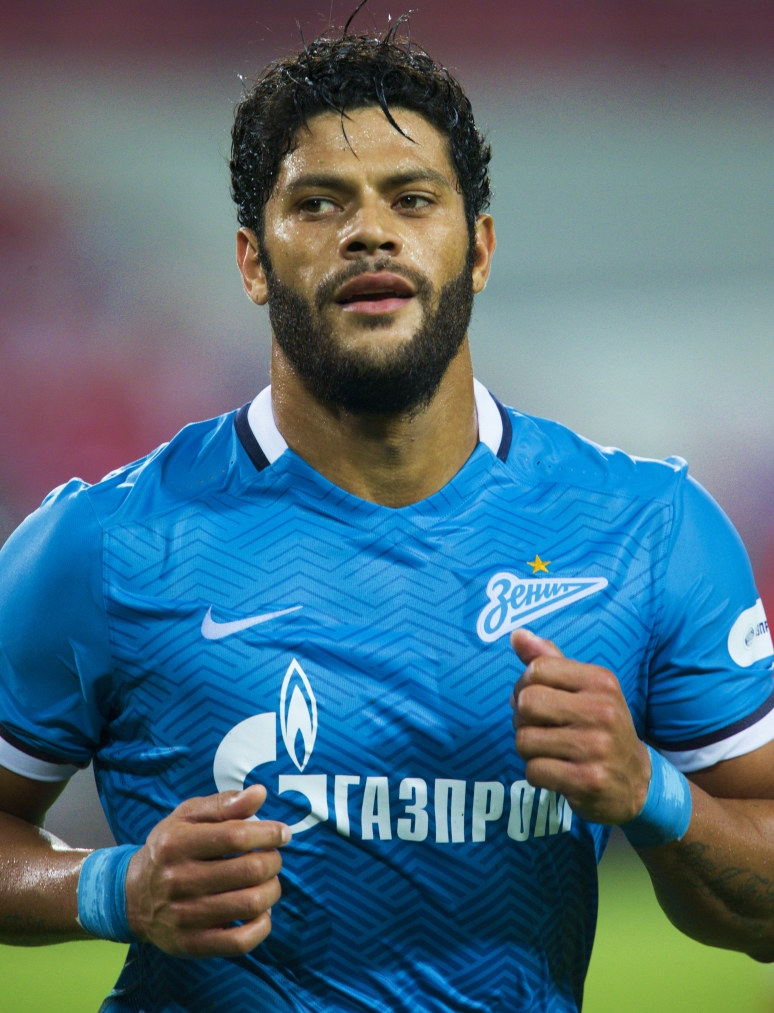
Hulk (* 1986)

- 1986: Hulk, brasilianischer Fußballspieler, Olympiamedaillengewinner
- 1987: Michael Welch, US-amerikanischer Schauspieler
- 1988: Mailen Auroux, argentinische Tennisspielerin
- 1988: Yonny Hernández, kolumbianischer Motorradrennfahrer
- 1988: Paulinho, brasilianischer Fußballspieler
- 1989: Melda Akcan, deutsche Taekwondoin
- 1989: César Ramos, brasilianischer Automobilrennfahrer
- 1990: Michel Abt, deutscher Handballspieler
- 1990: Shalin-Tanita Rogall, deutsche Schauspielerin
- 1991: Carmen José, spanische Künstlerin
- 1991: Amanda Kurtović, norwegische Handballspielerin, Weltmeisterin, Olympiamedaillengewinnerin
- 1992: Laurent Dubreuil, kanadischer Eisschnellläufer, Weltmeister, Olympiamedaillengewinner
- 1993: Marco Aulbach, deutscher Fußballspieler
- 1993: Fedor Holz, deutscher Pokerspieler und Unternehmer
- 1994: Jordan Lukaku, belgischer Fußballspieler
- 1996: Filippo Ganna, italienischer Radrennfahrer
- 1996: Jacob Tuioti-Mariner, US-amerikanischer American-Football-Spieler
- 1997: K'Von Wallace, US-amerikanischer American-Football-Spieler

### 21. Jahrhundert
- 2002: Adam Hložek, tschechischer Fußballspieler

## Gestorben

### Vor dem 16. Jahrhundert
- 0408: Olympias von Konstantinopel, Diakonin und Äbtissin
- 1011: Ichijō, Kaiser von Japan
- 1034: Konstanze von der Provence, Königin von Frankreich
- 1173: Matthäus von Elsass, Graf von Boulogne
- 1185: Arducius de Faucigny, Bischof von Genf
- 1190: Sibylle, Königin von Jerusalem

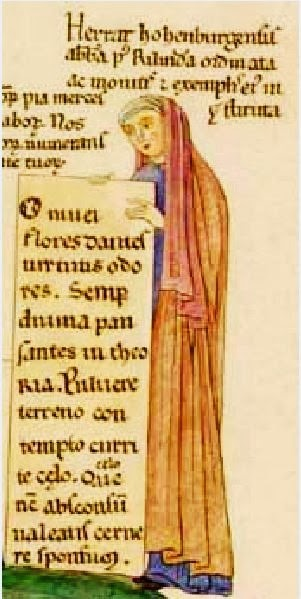
Herrad von Landsberg († 1195)

- 1195: Herrad von Landsberg, deutsche Äbtissin und Schriftstellerin
- 1201: Gruffydd ap Rhys, Fürst von Deheubarth
- 1242: William de Marisco, anglo-normannischer Adliger und Gesetzloser
- 1247: Heinrich III., Graf von Tecklenburg, Graf von Vechta-Vlotho und Vogt von Metelen
- 1250: Humbert V., Herr von Beaujeu und Connétable von Frankreich
- 1344: Nikolaus von Frauenfeld, Bischof von Konstanz
- 1349: Isabel de Verdon, englische Adelige
- 1365: Friedrich I., Graf von Weimar-Orlamünde
- 1368: Agnes Mortimer, englische Adelige
- 1373: Magnus II., Herzog zu Braunschweig-Lüneburg
- 1379: Gottfried von der Linde, Marschall des Deutschen Ordens
- 1386: Nikolaus von Gara, Palatin von Ungarn, Ratgeber Ludwigs I. und enger Vertrauter von Königin Elisabeth von Bosnien
- 1391: Jean III., Graf von Armagnac und Rodez
- 1409: Martin I., König von Sizilien
- 1429: Alain VIII. de Rohan, Gouverneur der Bretagne
- 1430: Bartholomäus Fröwein, Abt des Zisterzienserklosters in Ebrach
- 1452: Robert Willoughby, 6. Baron Willoughby de Eresby, englischer Militär
- 1471: Thomas von Kempen, deutscher Augustinermönch und Mystiker
- 1472: Charles d’Artois, Graf von Eu
- 1472: Gaston IV., Graf von Foix und Bigorre, Vizegraf von Narbonne, Béarn, Marsan, und Castelbon, Co-Herr von Andorra
- 1472: Johann III., Graf von Nassau-Saarbrücken
- 1482: Wilhelm I., Herzog zu Braunschweig-Lüneburg und Fürst von Braunschweig-Wolfenbüttel
- 1492: Innozenz VIII., Papst
- 1497: Filippa von Coimbra und Urgell, portugiesische Prinzessin

### 16. bis 18. Jahrhundert
- 1539: Lorenzo Campeggi, italienischer Jurist, Kardinal und päpstlicher Legat
- 1560: Nikolaus Bardewik, Lübecker Bürgermeister

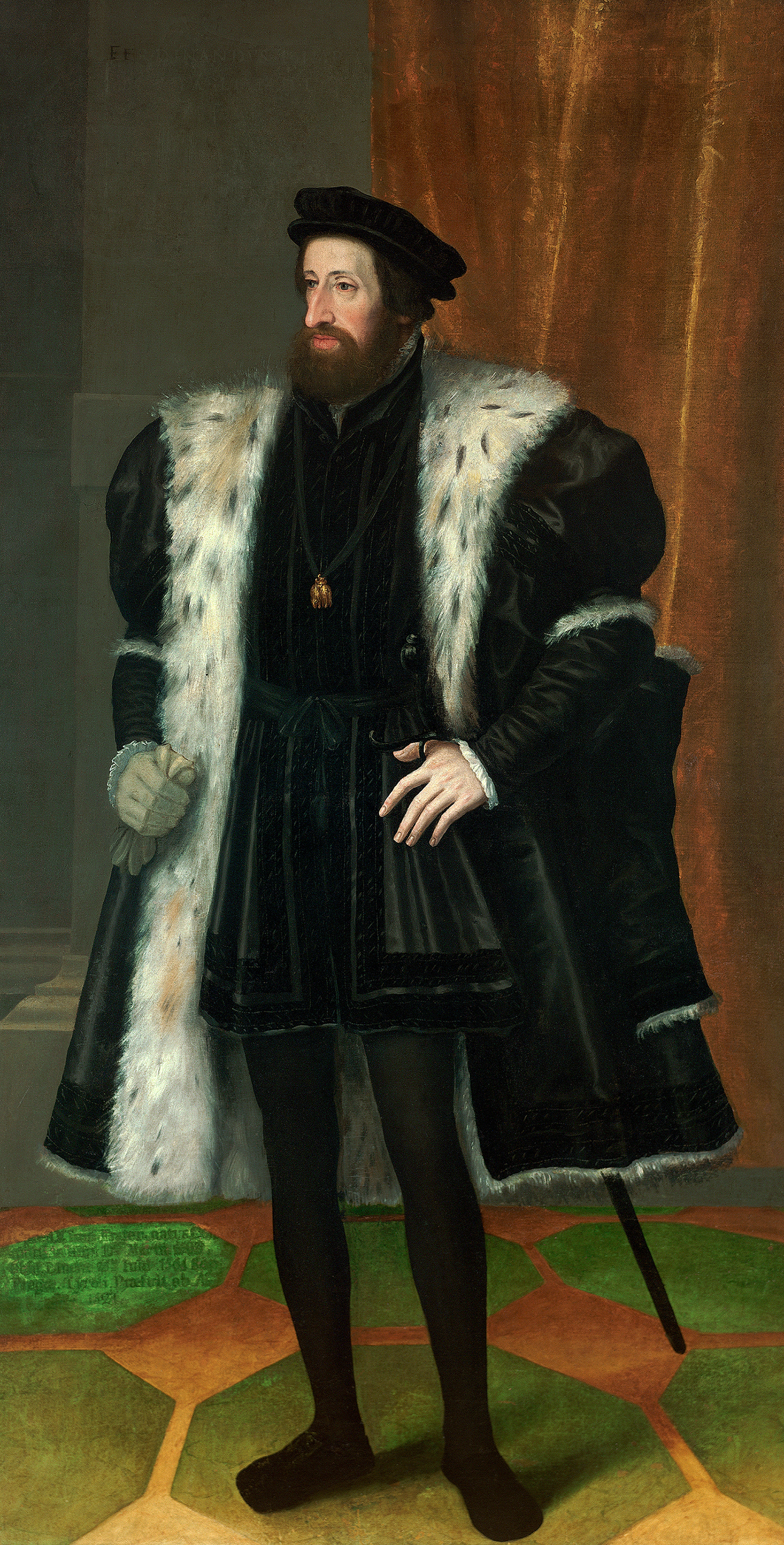
Ferdinand I. († 1564)

- 1564: Ferdinand I., Kaiser des Heiligen Römischen Reichs und König von Böhmen und Ungarn
- 1583: Rodolfo Acquaviva, italienischer Jesuit und Missionar
- 1583: Johannes Schildberger, Bürgermeister der bayerischen Stadt Dinkelsbühl
- 1603: Santi di Tito, italienischer Maler und Architekt
- 1605: Matteo Zane, Patriarch von Venedig
- 1610: Cornelis de Groot, niederländischer Rechtswissenschaftler
- 1616: Andreas Libavius, deutscher Universalgelehrter
- 1640: Francisco Laso de la Vega, spanischer Offizier und Gouverneur von Chile
- 1651: Gottfried Cundisius, deutscher lutherischer Theologe
- 1652: Bonaventura Peeters, flämischer Maler, Zeichner, Radierer und Dichter
- 1660: Johann Praetorius, deutscher Komponist und Organist

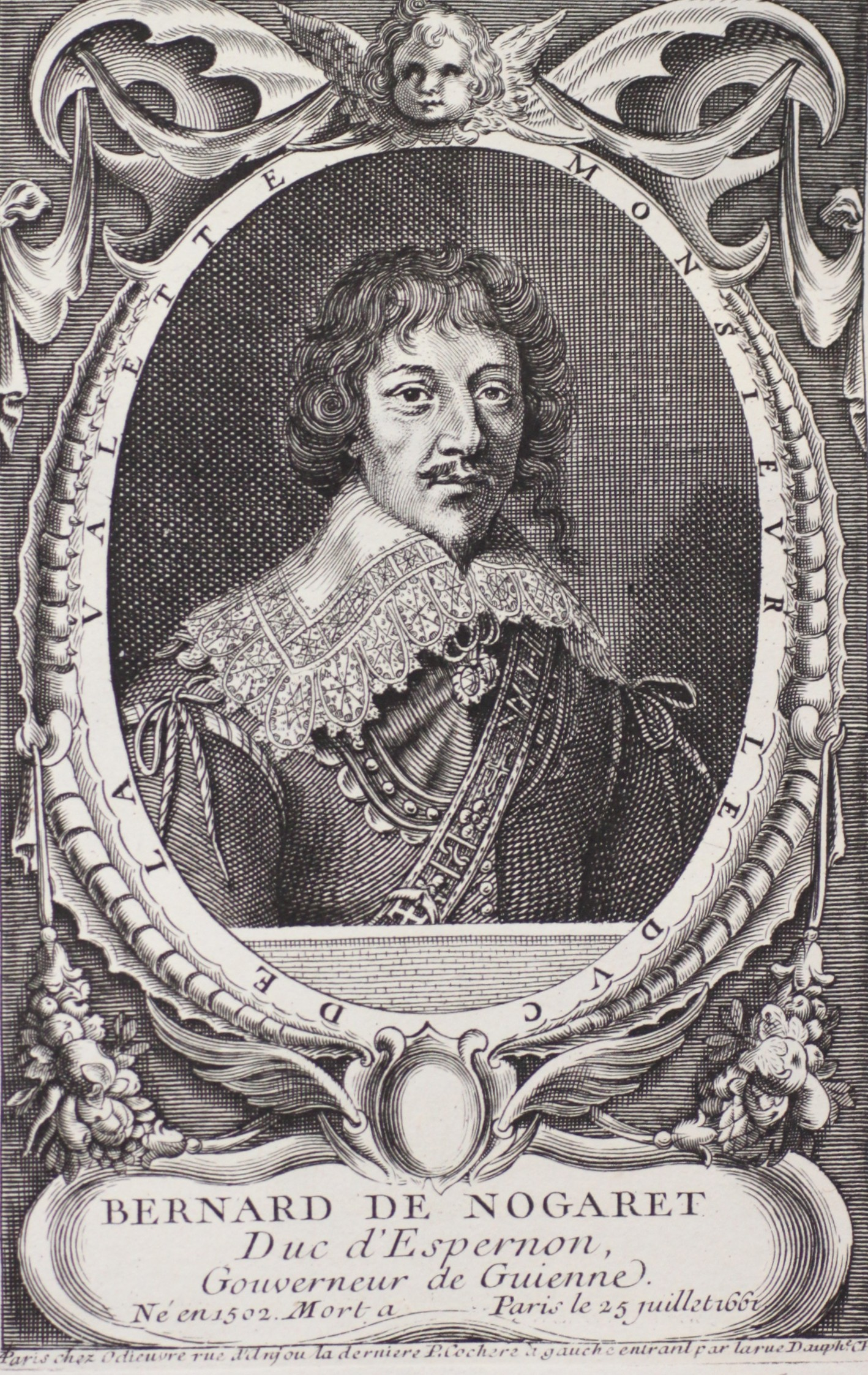
Bernard de Nogaret de La Valette († 1661)

- 1661: Bernard de Nogaret de La Valette d’Épernon, französischer Feldherr
- 1676: François Hédelin, französischer Schriftsteller
- 1679: Johann Sebastian Mitternacht, deutscher Theologe, Rhetoriker, Pädagoge, Dramatiker und Barockdichter
- 1681: Thomas Carew, englischer Politiker
- 1696: Clamor Heinrich Abel, deutscher Komponist, Violonist und Organist
- 1710: Gottfried Kirch, deutscher Astronom und Kalendermacher
- 1715: Franz II. Joseph von Lothringen, Fürstabt der Reichsklöster Stablo und Malmedy
- 1722: Claude Antoine Couplet, französischer Ingenieur
- 1728: Friedrich Wilhelm Bierling, deutscher lutherischer Theologe und kritischer Historiker

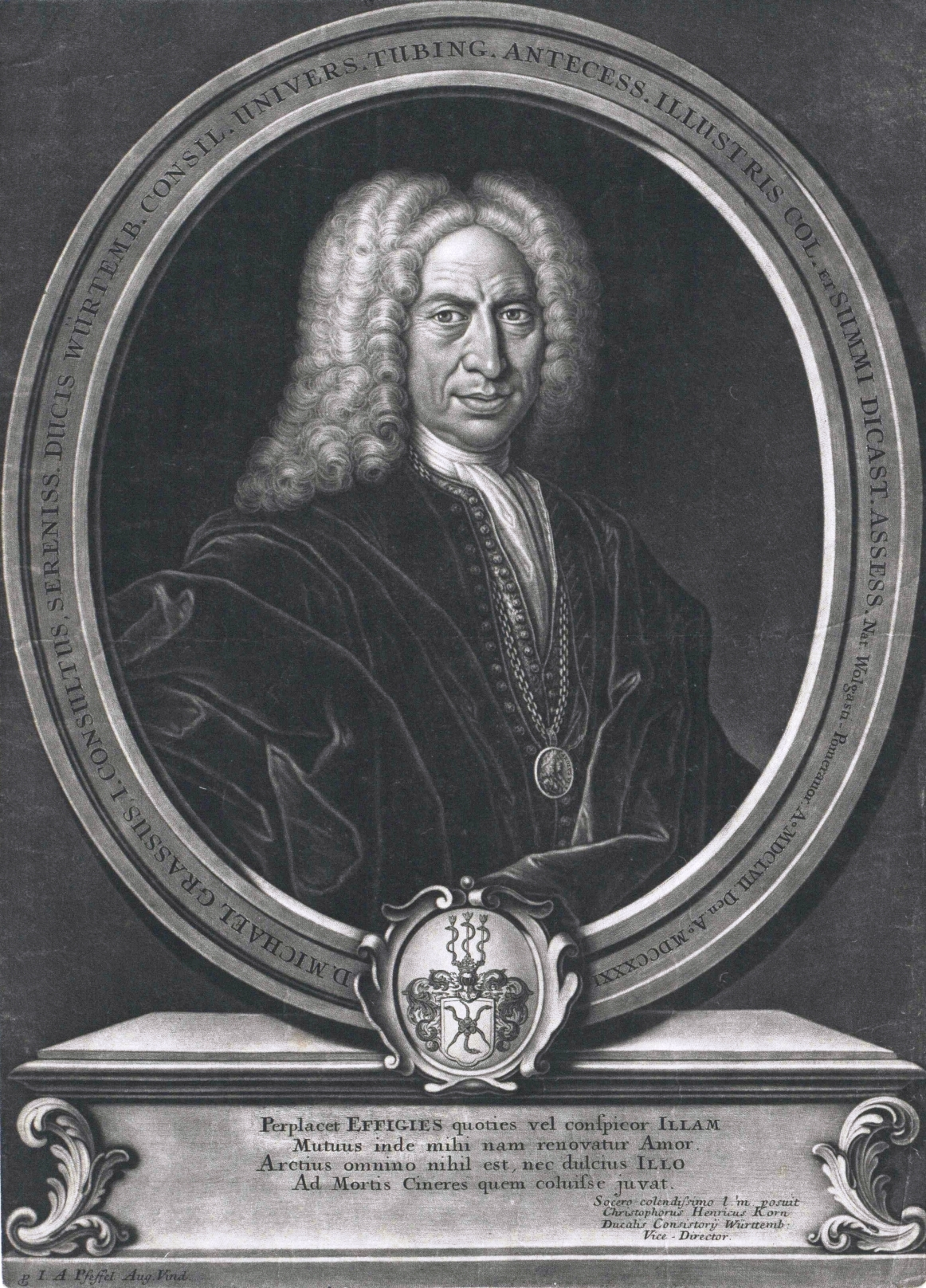
Michael Grass († 1731)

- 1731: Michael Grass der Jüngere, deutscher Rechtswissenschaftler und Hochschullehrer
- 1736: Jean-Baptiste Pater, französischer Maler
- 1745: Pierre Alexis Delamair, französischer Architekt
- 1751: Johann Friedrich Lampe, deutsch-britischer Komponist und Fagottist
- 1759: Johann Christoph Altnikol, deutscher Komponist und Organist
- 1781: Étienne Aubry, französischer Maler
- 1790: Johann Bernhard Basedow, deutscher Pädagoge und Schriftsteller
- 1790: William Livingston, Delegierter im Kontinentalkongress und erster Gouverneur von New Jersey
- 1791: Isaac Low, Delegierter des Staates New York im Kontinentalkongress
- 1794: André Chénier, französischer Schriftsteller
- 1794: Friedrich von der Trenck, preußischer Offizier und Abenteurer

### 19. Jahrhundert

#### 1801–1850

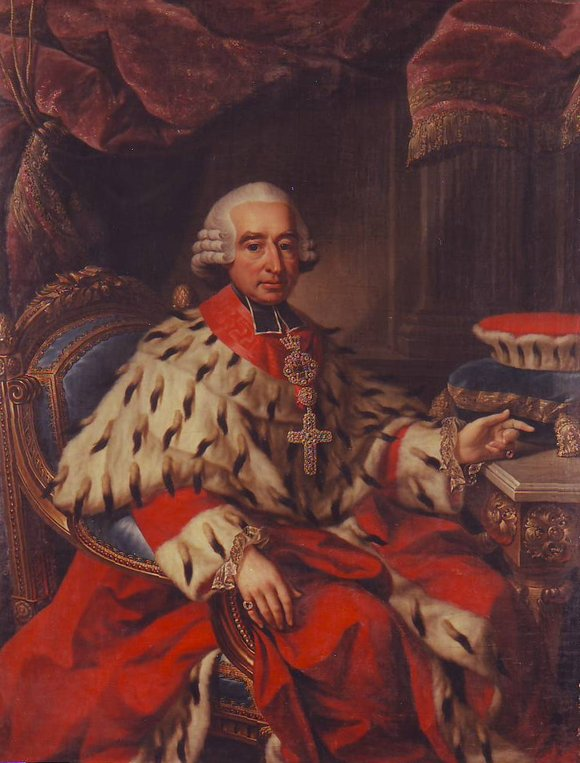
Friedrich Karl Joseph von Erthal († 1802)

- 1802: Friedrich Karl Joseph von Erthal, Erzbischof von Mainz
- 1806: Justus Arnemann, deutscher Medizinprofessor und Chirurg
- 1806: Friedrich Gustav Arvelius, estnisch-deutschbaltischer Schriftsteller und Volksaufklärer
- 1822: Ignaz Cornova, italienischer Priester, Historiker, Pädagoge und Dichter
- 1826: Michail Pawlowitsch Bestuschew-Rjumin, russischer Revolutionär und, Anführer des Dekabristenaufstandes
- 1826: Kondrati Fjodorowitsch Rylejew, russischer Dichter
- 1827: Gottfried Christoph Härtel, deutscher Musikverleger
- 1828: Carl Ernst Christoph Hess, deutscher Kupferstecher und Maler
- 1834: Samuel Taylor Coleridge, englischer Dichter der Romantik, Kritiker und Philosoph
- 1834: Maria Szymanowska, polnische Pianistin und Komponistin
- 1837: Rudolf Rebmann, Schweizer Landwirt und Politiker
- 1842: Dominique Jean Larrey, französischer Arzt
- 1843: Carl Friedrich von Rumohr, deutscher Kunsthistoriker, Schriftsteller und Gastrosoph
- 1846: Louis Bonaparte, Bruder Napoleons und Vater von Napoleon III.
- 1847: Johann Gottfried Rohlfs, deutscher Orgelbauer

#### 1851–1900

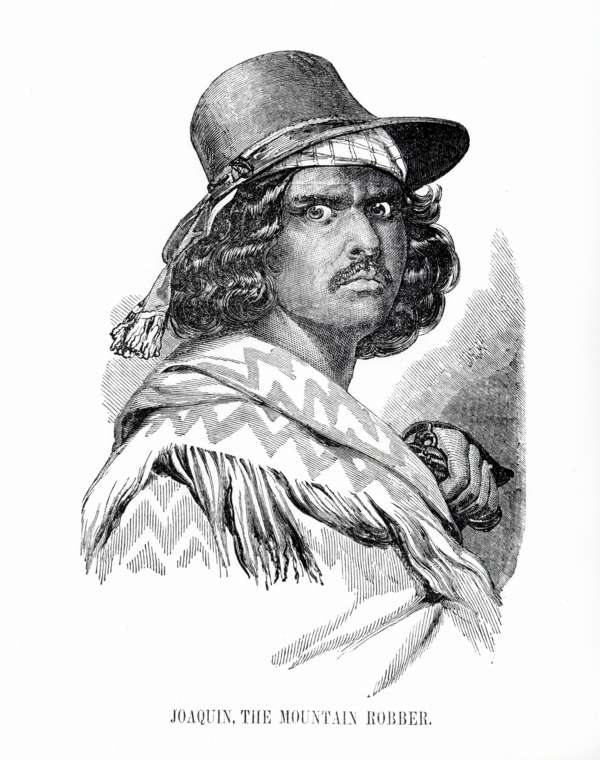
Joaquin Murrieta († 1853)

- 1853: Joaquín Murrieta, mexikanischer Revolverheld
- 1853: Johann Joachim Wachsmann, deutscher Chordirigent und Komponist
- 1854: Francisco Gómez y Argüelles, Präsident von Honduras
- 1859: Adolf von Steiger, Schweizer Jurist und Politiker, Bundeskanzler
- 1861: Jonas Furrer, Schweizer Politiker, Bundesrat, erster Bundespräsident
- 1863: El Pípila, mexikanischer Minenarbeiter und Nationalheld
- 1865: James Barry, als Frau geborener irischer Arzt, führte den ersten erfolgreichen Kaiserschnitt in Afrika durch
- 1866ː Floride Calhoun, US-amerikanische Second Lady
- 1866: Claude Paris, französischer Komponist
- 1870: Friedrich Christian Wilhelm Karl Sell, deutscher evangelischer Theologe
- 1875: Joseph-Maurice Exelmans, französischer Admiral
- 1875: Johann Peter Romang, Schweizer Geistlicher, Theologe und Hochschullehrer

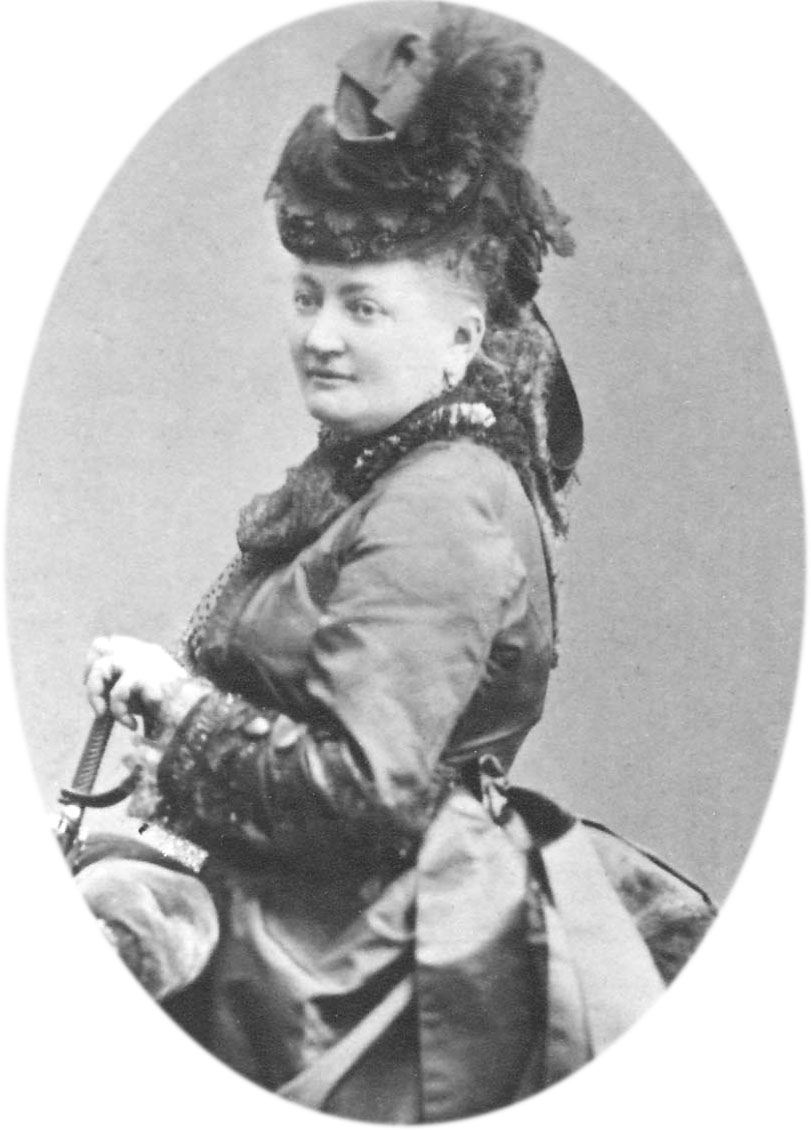
Marie Blanc († 1881)

- 1881: Marie Blanc, deutsch-französische Spielbankdirektorin und Philanthropin
- 1881: Carl Bruhns, deutscher Astronom
- 1882: Abel Burckhardt, Schweizer Pfarrer und Komponist
- 1885: Ernst Laas, deutscher Pädagoge und Philosoph
- 1885: Lorenzo Nina, italienischer Geistlicher, vatikanischer Kardinalstaatssekretär, Kardinal
- 1886: Carl Ehrich, deutscher Lehrer und Kantor
- 1887: John Taylor, Präsident der Kirche Jesu Christi der Heiligen der Letzten Tage
- 1891: Mary Frances Sherwood Hopkins Searles, US-amerikanische Millionärin und Mäzenin
- 1893: Paul d’Abrest, böhmischer Schriftsteller
- 1894: Heinrich IV., Paragiatsherr von Reuß-Köstritz
- 1894: Charles Romley Alder Wright, englischer Chemiker
- 1899: Niklaus Riggenbach, Schweizer Eisenbahnpionier, Erfinder der Zahnradbahn
- 1900: Rafael Jácome de Andrade, portugiesischer Offizier und Kolonialverwalter

### 20. Jahrhundert

#### 1901–1950
- 1902: Charlotte Vahldiek, deutsche Malerin
- 1903: Prosper Henry, französischer Optiker und Astronom
- 1905ː Hermine Cziglér von Vecse-Cappilleri, ungarische, deutschsprachige Schriftstellerin
- 1915: Ansomardi, estnischer Schriftsteller
- 1919: Friedrich Grützmacher, deutscher Cellist
- 1927: János Csernoch, ungarischer Geistlicher, Erzbischof von Esztergom
- 1928: Wiktor Barabasz, polnischer Pianist, Dirigent und Musikpädagoge

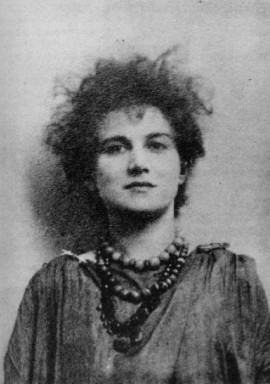
Moina Mathers († 1928)

- 1928: Moina Mathers, britische Künstlerin und Okkultistin
- 1928: Jane Sutherland, australische Landschaftsmalerin
- 1929: Matti Aikio, norwegischer Dichter
- 1930: Emil Claar, deutscher Schauspieler, Schriftsteller und Intendant
- 1933: Gustav Embden, deutscher Biochemiker
- 1934: Engelbert Dollfuß, österreichischer Politiker, Bundesminister, Bundeskanzler und Diktator, Mitbegründer des Austrofaschismus
- 1936: Heinrich Rickert, deutscher Philosoph und Universitätsprofessor
- 1940: Ludwig Grande, deutsch-tschechischer Musiker, Dirigent, Komponist, Musiklehrer und Maler
- 1944: Jakob Johann von Uexküll, deutscher Biologe und Philosoph
- 1944: László Weiner, ungarischer Pianist, Komponist und Dirigent
- 1945: Maria Bonardi, italienische Ordensschwester und -gründerin
- 1945: Kurt Gerstein, deutsches Mitglied des Hygieneinstituts der Waffen-SS
- 1946: Narziß Ach, deutscher Psychologe und Hochschullehrer
- 1946: Camille Poiré, französischer Automobilrennfahrer
- 1947: Alexandre Denéréaz, Schweizer Komponist
- 1947: Kathleen Scott, britische Bildhauerin
- 1949: Benedikt Kreutz, zweiter Präsident des DCV
- 1950: Elisabeth Langgässer, deutsche Schriftstellerin

#### 1951–2000
- 1953: Johann Ohde, deutscher Bauingenieur
- 1955: Isaak Ossipowitsch Dunajewski, ukrainischer Musiker und Komponist
- 1955: Ilmari Hannikainen, finnischer Komponist
- 1956: Franz Xaver Seppelt, deutscher Kirchenhistoriker
- 1959: Isaak HaLevy Herzog, erster Großrabbiner Irlands

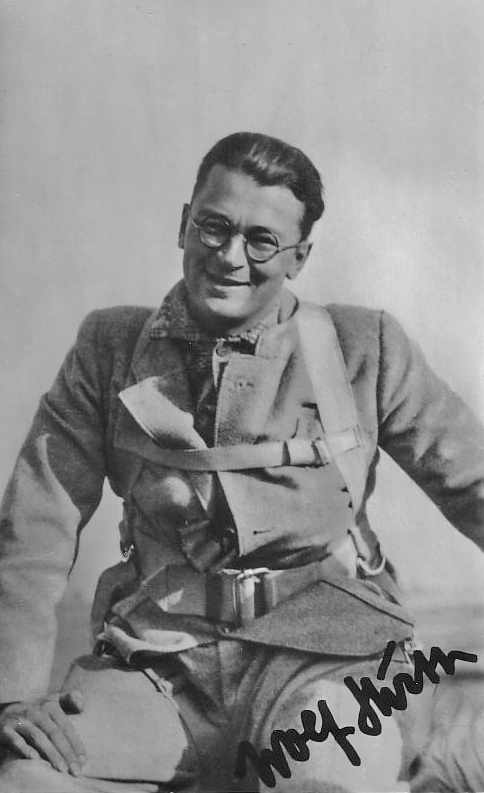
Wolf Hirth († 1959)

- 1959: Wolf Hirth, deutscher Segelflugpionier
- 1961: Emilio de la Forest de Divonne, italienischer Jurist, Politiker und Sportfunktionär

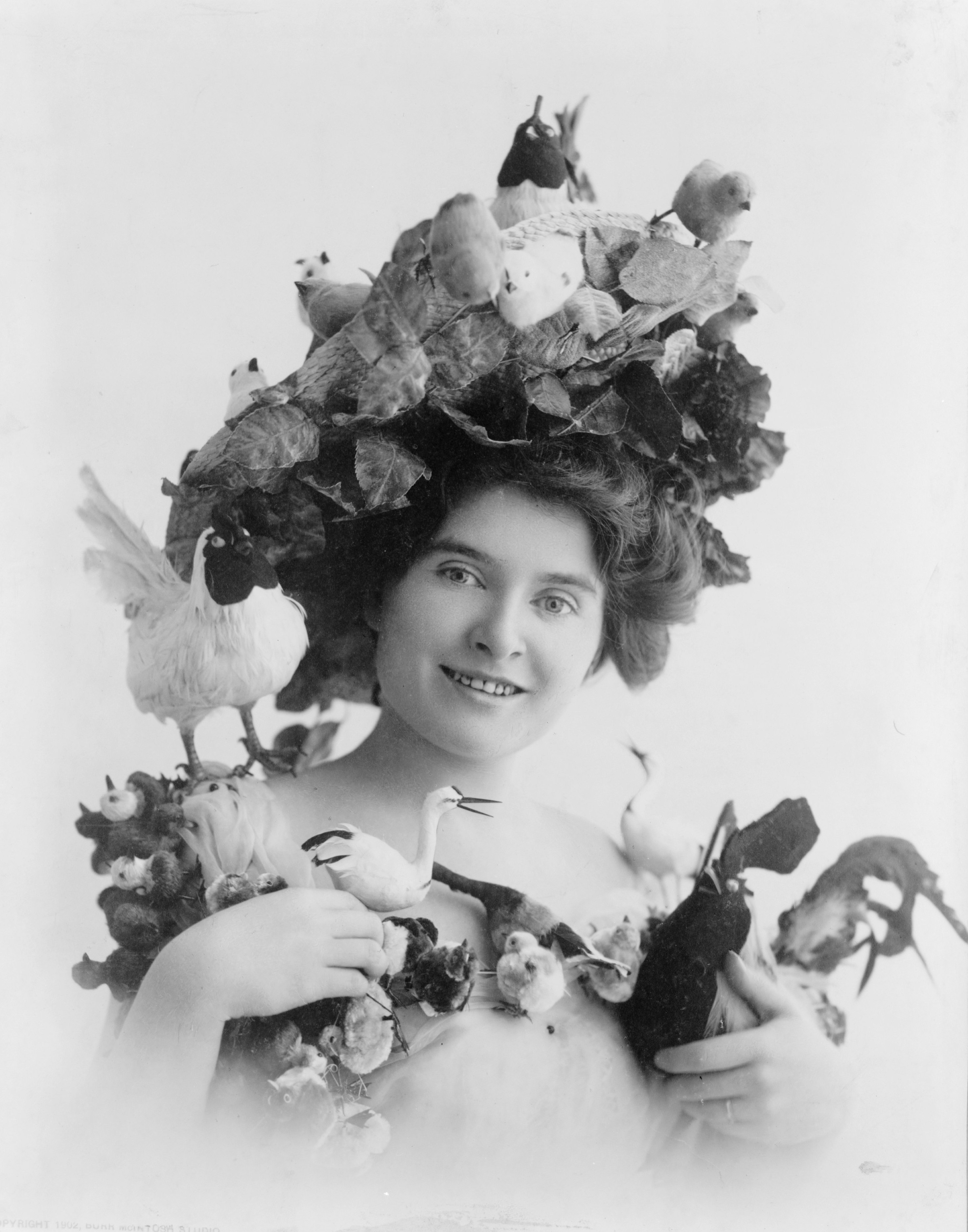
Christie MacDonald († 1962)

- 1962: Christie MacDonald, US-amerikanische Sängerin
- 1962: Helene Weber, deutsche Politikerin, MdR, MdL, MdB, Frauenrechtlerin, eine der vier „Mütter des Grundgesetzes“
- 1963: Charles Moss, britischer Radrennfahrer
- 1964: Piero Frescobaldi, italienischer Automobilrennfahrer
- 1966: Francis Edward Faragoh, US-amerikanischer Drehbuchautor
- 1966: Franz Xaver Meitinger, deutscher Politiker
- 1967: Joseph Kardinal Cardijn, belgischer Geistlicher, Begründer der internationalen Christlichen Arbeiterjugend
- 1968: Friedrich Burmeister, deutscher Politiker in der DDR
- 1969: Otto Dix, deutscher Maler und Grafiker
- 1969: Witold Gombrowicz, polnischer Schriftsteller
- 1969: Douglas Moore, US-amerikanischer Komponist
- 1970: Johann Andres, österreichischer Fußballspieler
- 1971: René Cotton, französischer Skiläufer, Automobilrennfahrer und Motorsportmanager
- 1971: Leroy Robertson, US-amerikanischer Komponist
- 1972: Thomas Andresen, deutscher Politiker, MdL und Landesminister
- 1973: Louis Saint-Laurent, kanadischer Politiker
- 1979: Eric Pohlmann, österreichisch-britischer Schauspieler und Synchronsprecher
- 1980: Juliane Plambeck, deutsche RAF-Terroristin

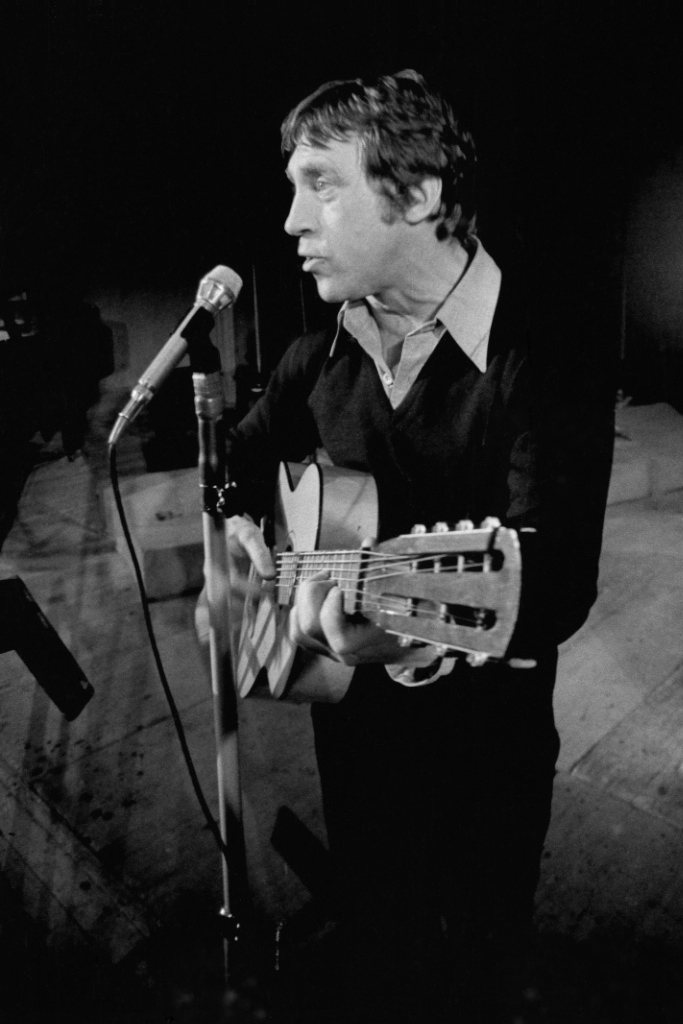
Wladimir Wyssozki († 1980)

- 1980: Wladimir Semjonowitsch Wyssozki, russischer Schauspieler, Dichter und Sänger
- 1981: Conrad Fink, deutscher Politiker, MdB
- 1982: Hal Foster, US-amerikanischer Comic-Autor und -Zeichner
- 1982: Gabriele Tergit, deutsche Journalistin und Schriftstellerin
- 1983: Jerome Moross, US-amerikanischer Komponist und Dirigent
- 1984: Uladsimir Karatkewitsch, belarussischer Schriftsteller, Dichter und Übersetzer

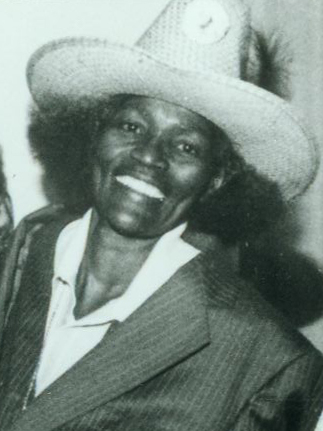
Big Mama Thornton († 1984)

- 1984: Big Mama Thornton, US-amerikanische Sängerin
- 1985: Piano Red, US-amerikanischer Blues-Pianist und Sänger
- 1985: Adolf Ziegler, deutscher Schauspieler
- 1986: Vincente Minnelli, US-amerikanischer Regisseur
- 1987: Charles Stark Draper, US-amerikanischer Ingenieur
- 1988: Judith Barsi, US-amerikanische Schauspielerin
- 1989: Hans-Christian Pilster, deutscher Generalmajor, Abteilungsleiter im Bundesnachrichtendienst
- 1989: Steve Rubell, Gründer der Diskothek Studio 54
- 1990: Alfredo Piàn, argentinischer Automobilrennfahrer
- 1991: Lasar Moissejewitsch Kaganowitsch, sowjetischer Politiker
- 1992: Kurt Lütgen, deutscher Schriftsteller
- 1992: Konrad Naumann, Mitglied des Politbüros des ZK in der DDR
- 1993: Hedwig Jochmus, deutsche Politikerin, MdB
- 1993: Vincent Joseph Schaefer, US-amerikanischer Chemiker und Meteorologe
- 1995: Osvaldo Pugliese, argentinischer Musiker

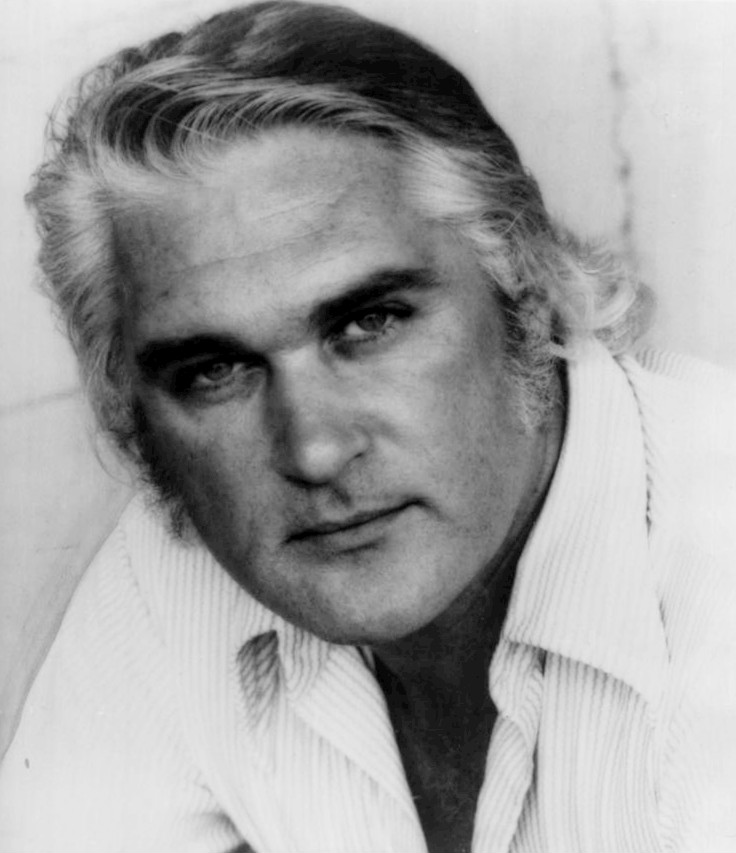
Charlie Rich († 1995)

- 1995: Charlie Rich, US-amerikanischer Country-Sänger
- 1996: Mikael Tariwerdijew, armenisch-sowjetischer Komponist
- 1997: Ben Hogan, US-amerikanischer Golfspieler
- 1998: Ludwig Acker, deutscher Chemiker und Lebensmittelchemiker
- 1998: Tal Farlow, US-amerikanischer Jazzmusiker
- 1999: Alexander Abian, US-amerikanischer Mathematiker
- 2000: Rudi Faßnacht, deutscher Fußballspieler und -trainer
- 2000: Christian Götz, deutscher Gewerkschafter
- 2000: Charlotte Schreiber-Just, deutsche Schauspielerin und Hörspielsprecherin

### 21. Jahrhundert
- 2001: Phoolan Devi, indische Bandenführerin und Politikerin
- 2001: Josef Klaus, österreichischer Politiker, Landeshauptmann von Salzburg, Bundesminister, Bundeskanzler

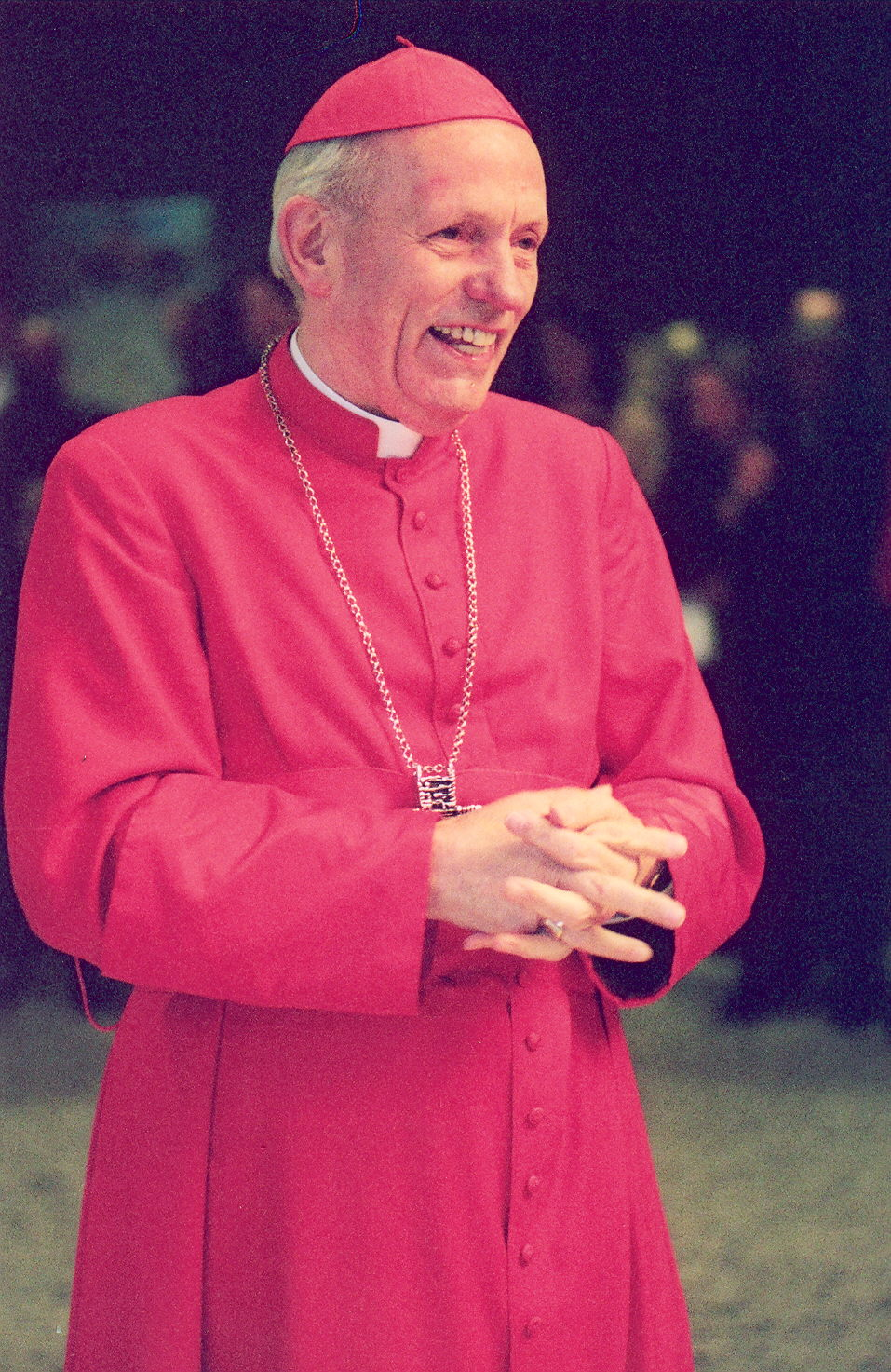
Johannes Joachim Degenhardt († 2002)

- 2002: Johannes Joachim Degenhardt, deutscher Geistlicher, Erzbischof von Paderborn, Kardinal
- 2002: Tilemann Grimm, deutscher Sinologe
- 2003: Ludwig Bölkow, deutscher Ingenieur und Unternehmer
- 2003: John Schlesinger, britischer Regisseur
- 2005: Albert Mangelsdorff, deutscher Jazzmusiker
- 2005: Henry F. Sherwood, deutsch-amerikanischer IT-Pionier
- 2006: Carl Brashear, US-amerikanischer Taucher
- 2006: Karin Hübner, deutsche Schauspielerin
- 2007: Bjørn Egge, norwegischer Generalmajor und Widerstandskämpfer
- 2007: Bernd Jakubowski, deutscher Fußballspieler
- 2008: Lotte Betke, deutsche Theaterschauspielerin und Autorin
- 2008: Randy Pausch, US-amerikanischer Informatiker
- 2011: Michael Cacoyannis, griechischer Filmregisseur
- 2012: Karl-Hans Arndt, deutscher Arzt, Chirurg und Sportmediziner
- 2012: Willi Scheidhauer, deutscher Motorradrennfahrer und Unternehmer
- 2012ː Petra Tschörtner, deutsche Dokumentarfilm-Regisseurin
- 2013: León Ferrari, argentinischer Künstler
- 2013: Franz Hesse, deutscher evangelisch-reformierter Theologe und Hochschullehrer

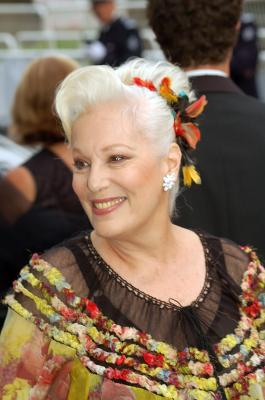
Bernadette Lafont († 2013)

- 2013: Bernadette Lafont, französische Schauspielerin
- 2014: Pedro Luís António, angolanischer Bischof
- 2014: Jack Walsh, US-amerikanischer Schauspieler
- 2015: Dieter Kühn, deutscher Schriftsteller
- 2016: Halil İnalcık, türkischer Historiker
- 2016: Tim LaHaye, US-amerikanischer Prediger und Autor
- 2017: Ivana Loudová, tschechische Komponistin
- 2017: Barbara Sinatra, US-amerikanisches Model und Showgirl
- 2017: Gretel Bergmann, deutsch-amerikanische Leichtathletin
- 2018: Sergio Marchionne, italienisch-kanadischer Manager
- 2019: Beji Caid Essebsi, tunesischer Politiker, Staatspräsident
- 2019: Jesper Juul, dänischer Familientherapeut
- 2020: Peter Green, britischer Gitarrist und Sänger
- 2021: Otelo Saraiva de Carvalho, portugiesischer Offizier
- 2021: Phil Coleman, US-amerikanischer Leichtathlet
- 2021: Anni Rättyä, finnische Speerwerferin
- 2022: Paul Sorvino, US-amerikanischer Schauspieler
- 2022: Lucio Tasca, italienischer Vielseitigkeitsreiter und Winzer
- 2022: David Trimble, nordirischer Politiker, Friedensnobelpreisträger
- 2023: Jani Allan, südafrikanische Kolumnistin, Radiomoderatorin und Schriftstellerin

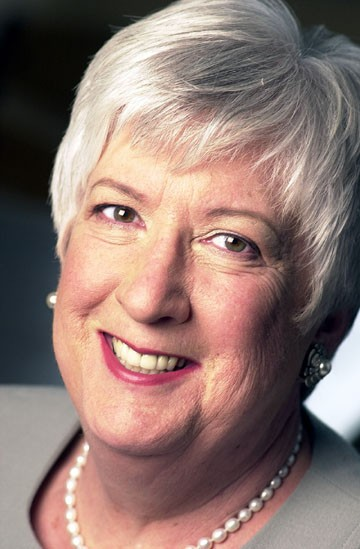
Pat Carney († 2023)

- 2023: Pat Carney, kanadische Politikerin und Ministerin
- 2025ː Doris Gercke, deutsche Krimi-Schriftstellerin (Bella Block)

## Feier- und Gedenktage
- Kirchliche Gedenktage
  - Hl. Jakobus der Ältere, Apostel, Märtyrer und Schutzpatron (evangelisch, katholisch)
  - Thomas von Kempen, Prior in St. Agnetenberg und Priester (evangelisch, katholisch: Seligsprechungsverfahren noch nicht abgeschlossen)
  - Hl. Christophorus, Schutzpatron (katholisch (außerhalb Europas))

- Namenstage
  - Jacqueline, Jakob

- Staatliche Feier- und Gedenktage
  - Tunesien, Erklärung der Republik (1957)

Weitere Einträge enthält die Liste von Gedenk- und Aktionstagen.